# Condition des femmes en Espagne
Le rôle, la condition et les droits des femmes en Espagne ont évolué tout au long de l'histoire. Durant le XXe siècle, le pays connaît des avancées essentielles et pionnières en Europe pour les droits des femmes, dont l'apogée est la Seconde République, régime durant lequel les femmes participent à tous les niveaux de la société.
L'Espagne subit cependant une régression historique inédite après la guerre d'Espagne (1936-1939), à la suite de l'avènement par la force de la dictature franquiste (1939), conservatrice et autoritaire, au cours de laquelle les droits des femmes sont sévèrement restreints. De très nombreuses femmes doivent s'exiler. D'autres sont victimes de la répression nationaliste dans le pays ou de l'horreur des camps nazis de la Seconde Guerre mondiale.
Durant l'Espagne franquiste (1939-1975), la mémoire des droits acquis par les femmes et l'histoire de leurs luttes sont vouées à l'oubli. Il faut attendre la Transition démocratique (1975-1982), pour voir l'égalité des sexes redevenir un principe fondamental.
Au cours des dernières décennies, depuis la mort du dictateur Franco et grâce aux réformes de la Transition démocratique, la condition féminine au sein de la société espagnole s'est considérablement améliorée, au point d'être redevenue l'un des grands modèles des démocraties occidentales.

## Histoire

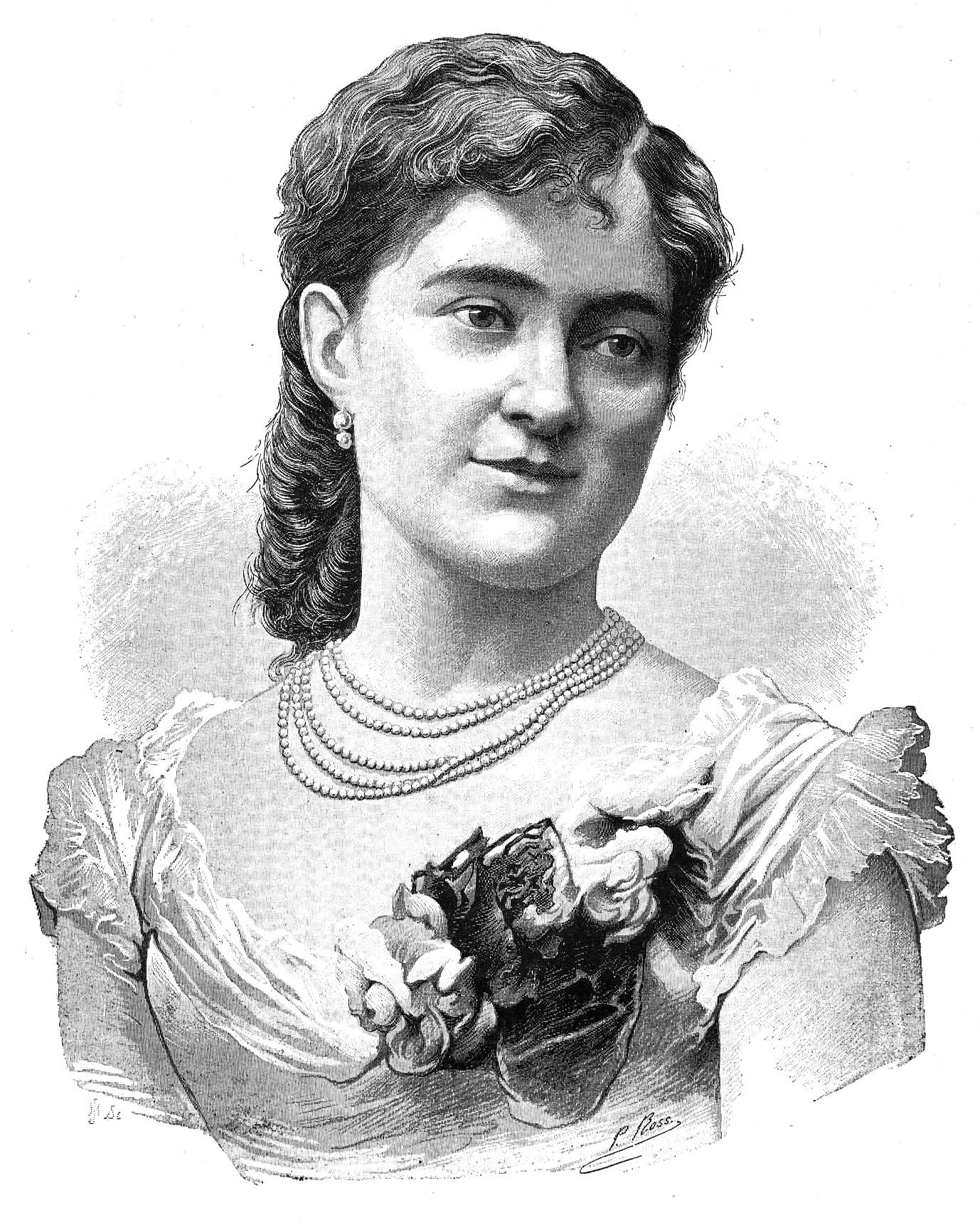
Clotilde Cerdà i Bosch (1861-1926), militante féministe et antiesclavagiste.

Au XVIIIe siècle, l'Espagne voit naître, pendant les Lumières, des personnalités luttant pour le droit des femmes, comme l'écrivaine Josefa Amar y Borbón qui défend, malgré la controverse, la possibilité pour les femmes d'accéder aux professions intellectuelles et aux postes politiques et qui milite pour l'éducation des filles hors des couvents religieux. Elle écrit le célèbre Discours en défense du talent des femmes, ou celui en faveur de l'éducation physique et morale des femmes. La dramaturge Rita de Barrenechea, née à Bilbao, immortalisée par Goya dans un célèbre tableau exposé au musée du Louvre à Paris, est également une grande figure de l'Espagne des Lumières.
Au XIXe siècle, le mouvement suffragiste s'affirme dans le pays et connait la même ampleur qu'aux États-Unis ou en Grande-Bretagne en faveur du droit de vote des femmes. Les universitaires placent le début du féminisme espagnol dans le panenthéisme et l'Institution libre d'enseignement, principalement à travers l'organisation Asociación para la Enseñanza de la Mujer, (en français : Association pour l'Enseignement de la Femme) créée en 1870, dont l'avocate Concepción Arenal et la journaliste Consuelo Álvarez Pool furent membres. Toujours dans le domaine de l'éducation, la pédagogue hispano-britannique Juana Whitney fonde, en 1894, à Bilbao, l'Academia Maeztu, connue sous le nom d'Académie anglo-française, un établissement d'avant-garde qui dispense un enseignement laïque et progressiste aux jeunes filles.
Des militantes progressistes, comme la musicienne Clotilde Cerdà à Barcelone, protégée de Victor Hugo (dont la biographe est l'historienne Isabel Segura i Soriano), mènent le combat, tant dans les droits des femmes que dans la lutte contre l'esclavage. Elle fait partie de celles qui, avec les écrivaines Gertrudis Gómez de Avellaneda et Dolors Monserdà, collaborent au journal féminin La Ilustración de la Mujer, magazine bimensuel consacré à la littérature, aux sciences et aux beaux-arts adressé spécifiquement aux femmes, dont le premier numéro est édité en Catalogne le 1er juin 1883 à Barcelone. Dans le domaine de la médecine, Dolors Aleu i Riera est la première femme à obtenir le titre de docteure (1882) et la première femme à exercer la profession de médecin en Espagne, dans son cabinet de la Rambla de Catalogne, à Barcelone.
Au début du XXe siècle, alors que des militantes telles que Francesca Saperas i Miró sont incarcérées dans la prison de Reina Amàlia du Raval, dans la Vieille ville de Barcelone, les premières organisations dirigées par des femmes naissent en Espagne pour se joindre au combat suffragiste des autres pays d'Europe et des États-Unis pour faire progresser les libertés et les droits.

### Les premières organisations de lutte pour les droits des femmes

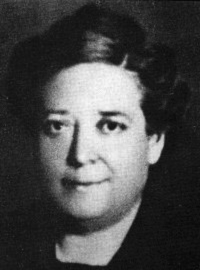
La féministe libertaire catalane Teresa Claramunt (1862-1931).

Les premières organisations féministes en Espagne sont créées à la fin du XIXe siècle. Parmi les premières se trouve la Sociedad Autónoma de Mujeres de Barcelona, (en français : Société autonome des femmes de Barcelone), fondée par Ángeles López de Ayala, avec Teresa Claramunt et Amalia Domingo, qui en 1897 cède la place à la Sociedad Progresiva Femenina (en français : Société progressiste féminine).
La même année, la journaliste et militante Belén de Sárraga crée l'Asociación General Femenina de Valencia (en français : Association générale féminine de Valence) et la Federación Malagueña de Sociedades de Resistencia (en français : Fédération madagualène des sociétés de résistance), à Malaga, en Andalousie.

#### Organisations politiques et premières manifestations de femmes

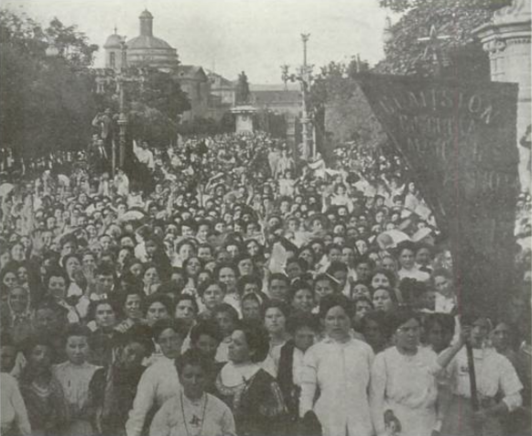
Manifestation de femmes organisée à Barcelone par Ángeles López de Ayala et ses camarades en 1910.

La journaliste Ángeles López de Ayala, soutenue par le Parti républicain radical d'Alejandro Lerroux, organise le 10 juillet 1910, dans les rues de Barcelone, la première grande manifestation menée par des femmes en Espagne, réclamant des droits politiques, sociaux et civiques pour les femmes.
En 1904, le Grupo Femenino Socialista (en français : Groupe féminin socialiste), établi d'abord à Bilbao (1904), puis à Madrid (de 1906 à 1914) — appelé dès 1910 l'Agrupación Femenina Socialista (en français : Rassemblement féminin socialiste) — est pionnier dans l'action collective des femmes.

#### Presse féminine
En 1907, la revue féministe Feminal, éditée en catalan, paraît à Barcelone sous la houlette de l'écrivaine Dolors Monserdà et de la journaliste Carme Karr qui devient la première femme en Espagne à diriger un organe de presse. La publication devient l'un des plus grands titres de la presse féminine de la Péninsule jusqu'en 1917.

#### Enseignement ouvert aux femmes
En 1906, l'écrivaine María Vinyals, surnommée La Marquise Rouge, fonde en Galice le Centro Ibero-Americano de Cultura Popular Femenina (en français : Centre ibero-américain de culture populaire féminine) et l'Escuela de Madres de familia (en français : l'École des Mères de famille), pour ouvrir l'enseignement aux femmes.
En 1909, la professeure Francesca Bonnemaison fonde à Barcelone la Biblioteca Popular de la Dona (en français : Bibliothèque populaire de la Femme), réservée aux femmes, la première du genre en Europe, connue sous l'appellation familière de La Bonne, d'après le nom de famille de sa créatrice.
En 1910, l'enseignante basque Benita Asas publie le manuel intitulé Dios y el Universo. Libro de lectura instructiva para niños y niñas (en français : « Dieu et l'Univers. Livre de leçon instructive pour les garçons et les filles »). Cet ouvrage éducatif encourage les jeunes - garçons et filles - à penser par eux-mêmes en rejetant les modèles conventionnels.
La même année est autorisé l'accès des femmes à toutes les études universitaires.

#### La Residencia de Señoritas

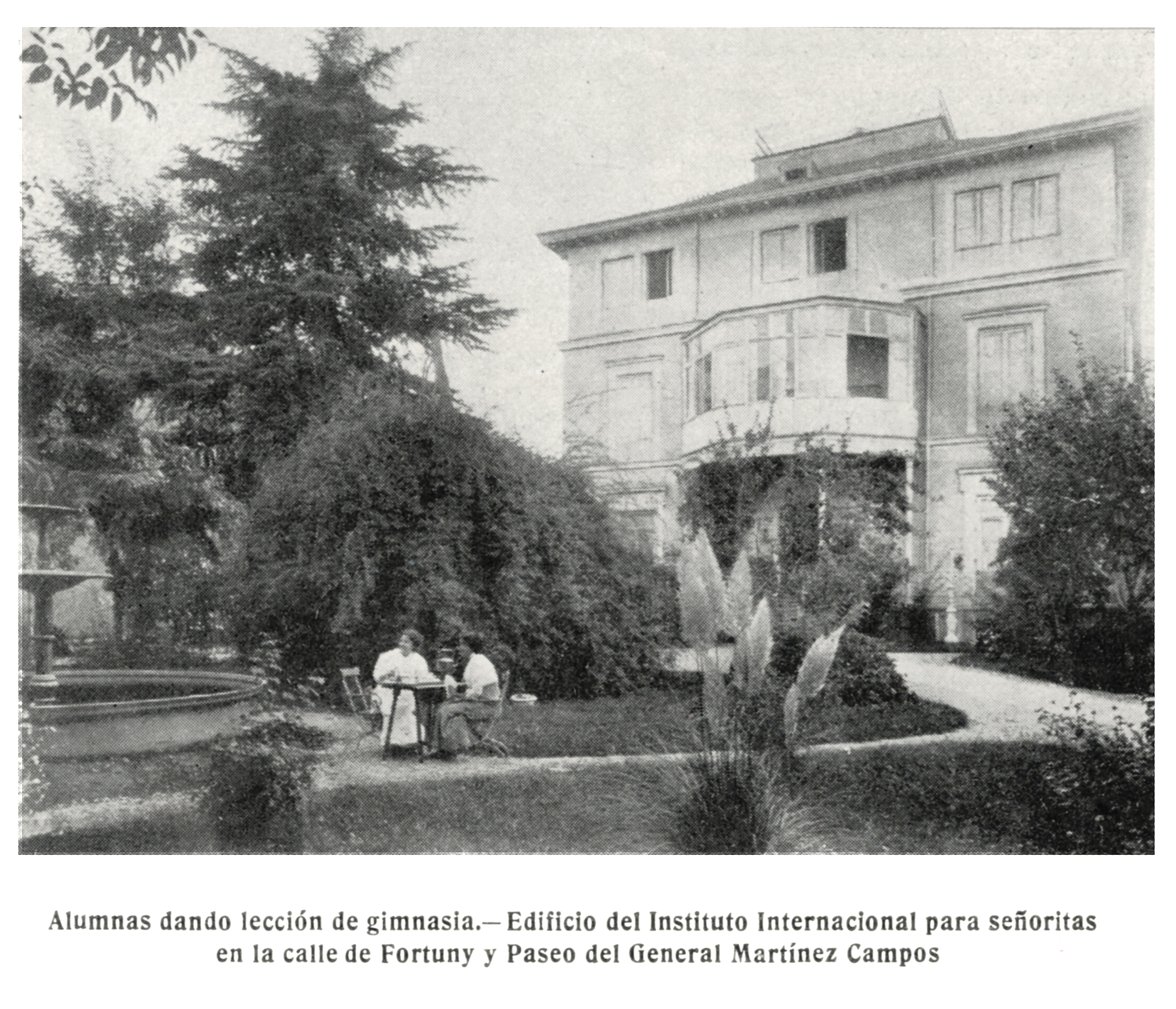
La Residencia de Señoritas, dans la revue Nuevo Mundo (1911).

En 1915, María de Maeztu, professeure de l'Institution libre d'enseignement, fonde la célèbre Residencia de Señoritas à Madrid.
L'institution est considérée comme le pendant féminin de la Résidence d'étudiants.
Elle est le premier établissement officiel qui promeut la formation universitaire des femmes en Espagne.
Parmi les enseignantes se retrouvent les écrivaines María Goyri, Victoria Ocampo et Zenobia Camprubí, la philosophe María Zambrano, la diplomate Gabriela Mistral et la femme politique María de la O Lejárraga .

#### Le Cercle saphique de Madrid

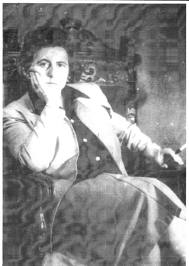
Victorina Durán (1899-1993), fondatrice du Cercle saphique.

En 1916, Victorina Durán, artiste d'avant-garde liée au surréalisme, qui milite pour l'amour libre, fonde le Cercle saphique de Madrid, un club lesbien exclusivement féminin.

#### L'Association nationale des femmes espagnoles
En 1918 est officiellement née l'Association nationale des femmes espagnoles (ANME), une association suffragiste qui défend, entre autres, la réforme du Code civil, l'éducation des filles et le droit des femmes à exercer des professions libérales. Fondée par l'activiste María Espinosa de los Monteros à Madrid, l'organisation devient la plus grande organisation défendant le droit de vote des femmes en Espagne, avec notamment la pédagogue Benita Asas, la diplomate Isabel Oyarzábal, la peintre Julia Peguero et la militante María Martos, en souhaitant dépasser les clivages politiques pour une lutte unie des droits des femmes et en s'alliant avec les associations féministes existant déjà dans la ville de Barcelone.
Au sein des partis politiques et des syndicats, les militantes continuent à affirmer fortement les droits des ouvrières, comme Virginia González Polo, membre du PSOE et première femme dirigeante d'un syndicat, l'UGT. Partisane de la Troisième Internationale, elle est l'une des fondatrices du Parti communiste ouvrier espagnol en 1921.

#### Las Sinsombrero, mouvement artistique féminin

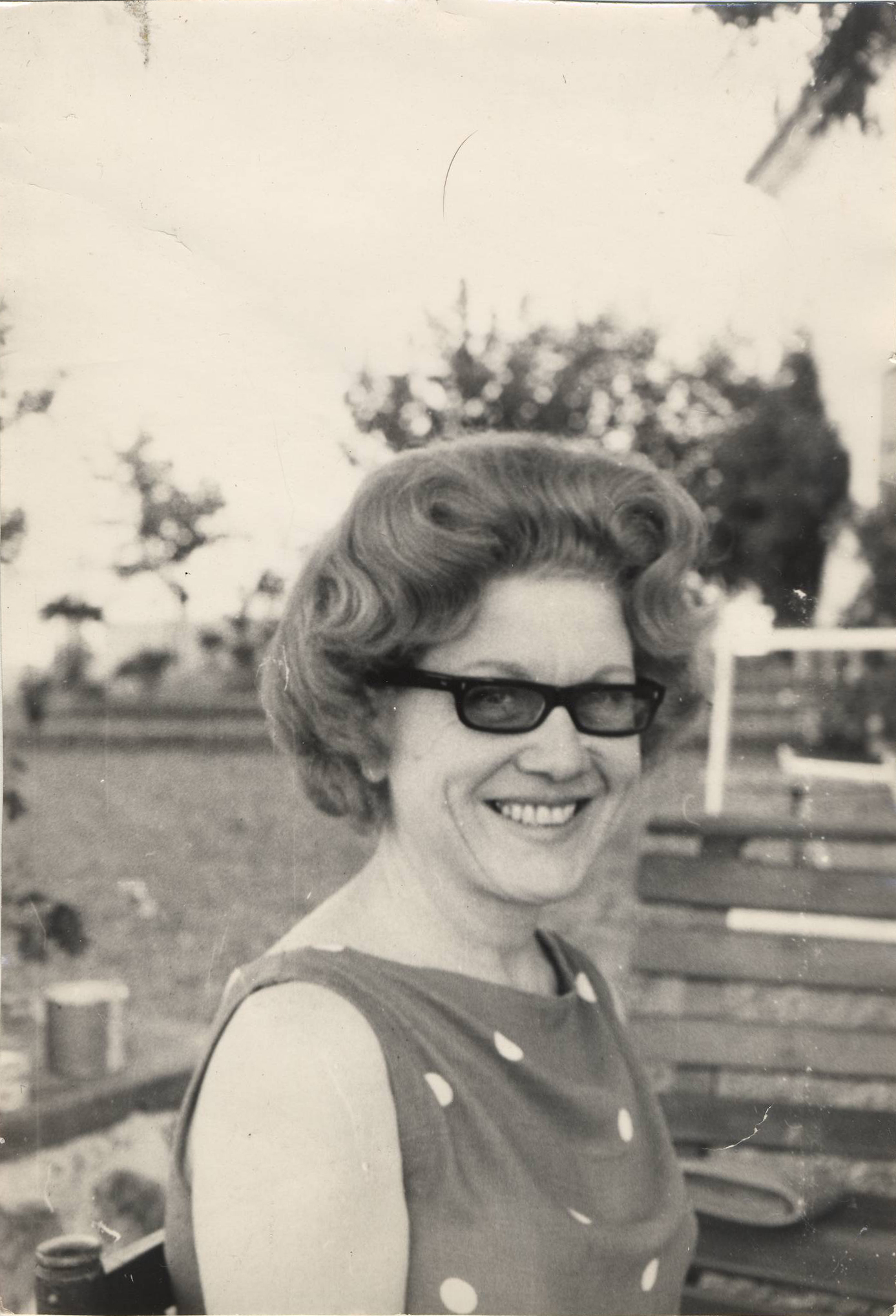
L'écrivaine Josefina de la Torre (1907-2002), membre du mouvement des Las Sinsombrero.

Parallèlement, les artistes se mobilisent au sein du célèbre mouvement, précurseur dans les sociétés occidentales, des Las Sinsombrero, autour des peintres Maruja Mallo et Margarita Manso. Indépendantes, intellectuelles et libres, les Sinsombrero revendiquent un rôle collectif mais également individuel pour la femme. Certaines fument, d'autres sont nu-tête (« Las Sinsombrero » se traduit en français par « Les Sans-Chapeau »), ce qui était auparavant réservé aux hommes.
Les Sinsombrero, popularisées par le travail de la cinéaste Tània Balló Colell, sont notamment à l'origine de la féminisation des noms dans la langue espagnole contemporaine : autora (auteure ou autrice), escritora (écrivaine), pintora (peintre, au féminin).
Dans ce mouvement se situent les peintres Rosario de Velasco et Ángeles Santos Torroella, les femmes de lettres Concha de Albornoz, María Teresa León, Josefina de la Torre et Rosa Chacel ainsi que la sculptrice Margarita Gil Roësset.

#### Le Lyceum Club
En 1926, le Lyceum Club Femenino de Madrid est fondé par Maria de Maeztu. Plusieurs figures féministes de l'époque le rejoignent, comme Carmen Baroja, Carmen Monné, Ernestina de Champourcín, Elena Fortún, María Teresa León, Concha Méndez, Isabel Oyarzábal, ou encore la basque Pilar de Zubiaurre et la doctoresse du Léon Nieves González Barrio.
Le Lyceum Club de Barcelone est, quant à lui, créé en 1931, avec la musicienne Aurora Bertrana et la dramaturge Carme Montoriol.
Dans les années 1920, ces revendications conduisent à la reconnaissance du droit de vote pour les femmes et à la possibilité qu'elles soient élues au sein des Cortes de la Seconde République proclamée à la suite des élections municipales du 14 avril 1931, devenant ainsi l'une des figures de proue du droit de vote des femmes.

### L'avancée des droits durant la Seconde République

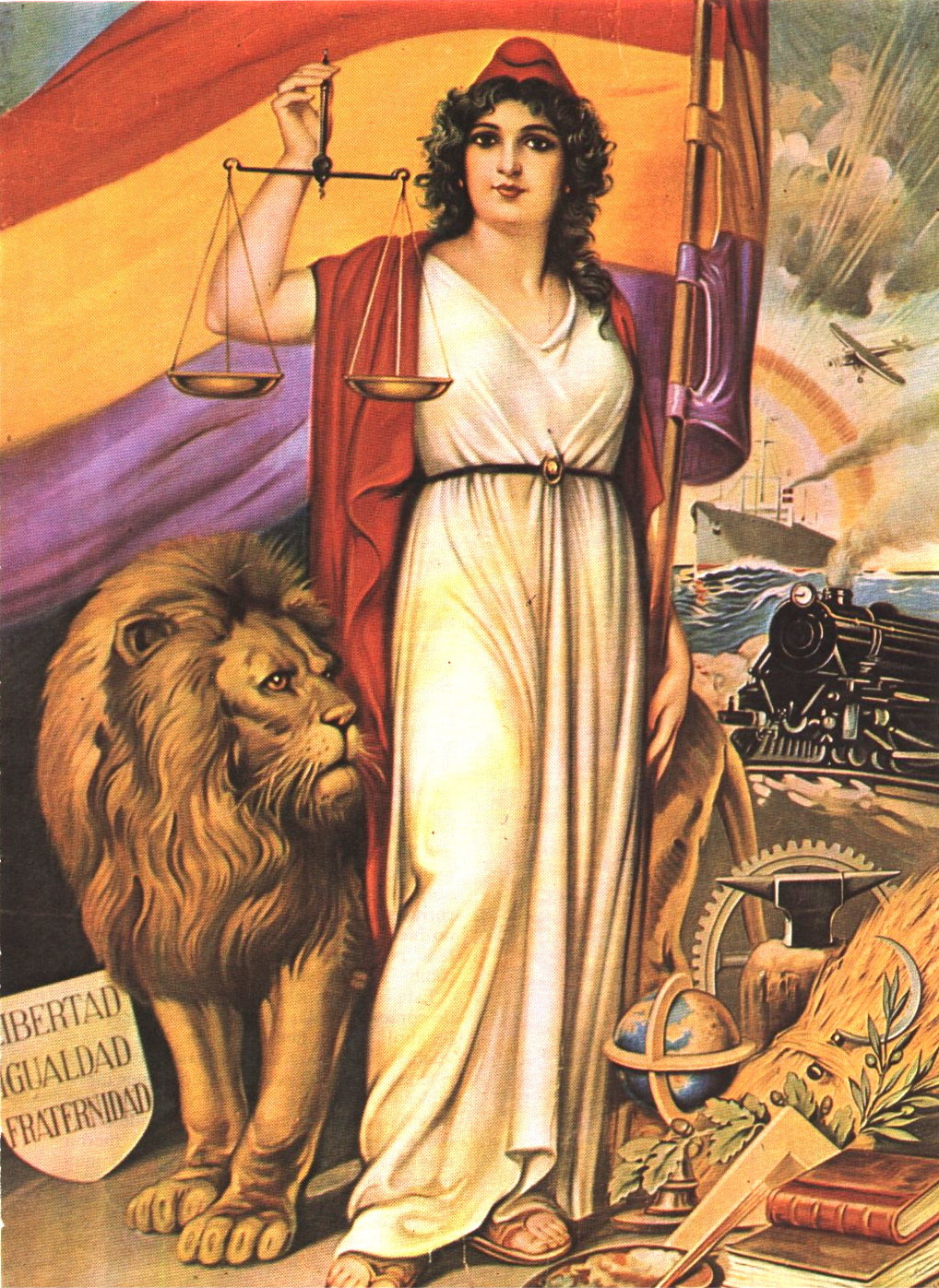
Allégorie de la République.

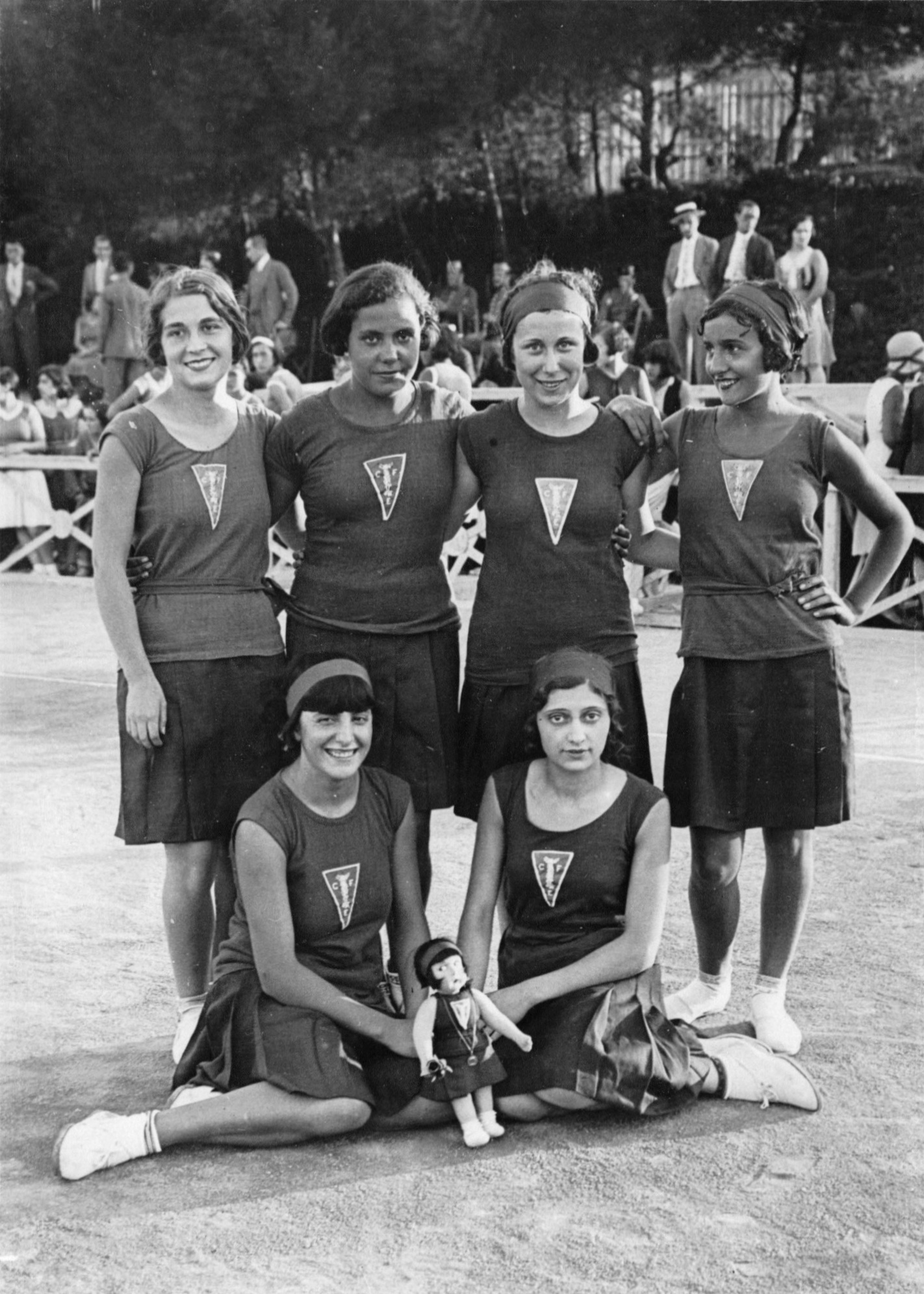
L'équipe de basket du club féminin et sportif de Barcelone en 1930.

Lors des élections générales espagnoles de 1931, Clara Campoamor (du Parti républicain radical), Margarita Nelken (du Parti socialiste ouvrier espagnol) et Victoria Kent (de la Gauche républicaine) deviennent les premières femmes à occuper un siège au Congrès des députés (les femmes sont désormais éligibles mais pas encore électrices). À l'automne de la même année, Margarita Nelken est élue à l'issue d'un scrutin partiel,.
Le 1er octobre 1931, la Constitution de la Seconde République espagnole est proclamée, elle inscrit les mêmes droits électoraux pour les femmes et les hommes sur la base du principe général d'égalité devant la loi,. Elle accorde, le 19 novembre 1933, le droit de vote des femmes aux élections générales, bien avant la majorité des autres pays européens, et donne une impulsion essentielle en faveur des droits des femmes.

#### Société, éducation, sports, arts et presse

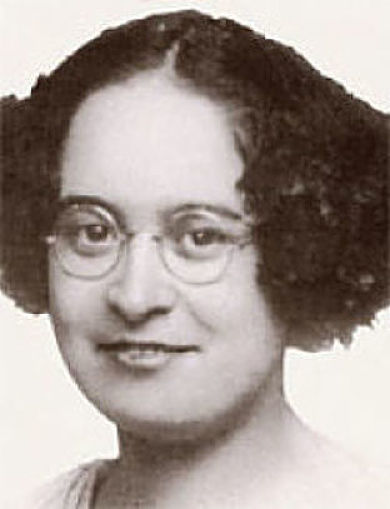
La doctoresse Amparo Poch (1902-1968) qui prône l'amour libre, fondatrice de Mujeres Libres.

Dans les organisations professionnelles, les femmes s'organisent, comme la militante Aurora Picornell qui fonde en 1931 le Sindicato de Sastrería y similares, le premier syndicat des couturières à Majorque (elle sera fusillée plus tard par les franquistes avec les Roges des Molinar).
En 1931, la Residència Internacional de Senyoretes Estudiants (RISE, en français : Résidence internationale de jeunes filles étudiantes), est fondée à Barcelone pour fournir des logements et une vie universitaire aux étudiantes. Le projet est soutenu par la journaliste Maria Luz Morales (1898-1980) et la diplomate Gabriela Mistral (1889-1957).
Hildegart Rodríguez Carballeira diffuse son manuel d'éducation sexuelle.

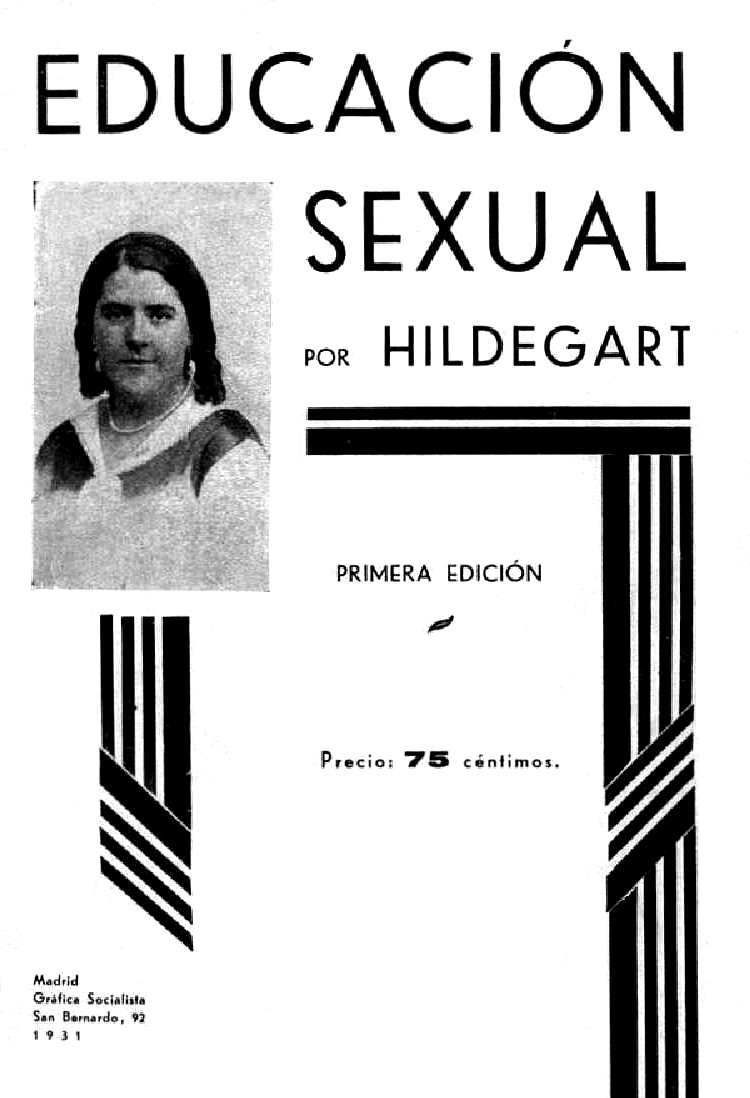
Hildegart Rodríguez Carballeira (1931).

En 1932, la journaliste María Domínguez est la première maire élue démocratiquement en Espagne, en Aragon (elle est assassinée par les franquistes en 1936).
En 1933, le Comité de Mujeres Contra la Guerra (en français : Comité des femmes contre la guerre), l'Agrupación Socialista Femenina (en français : Rassemblement socialiste féminin), la Comisión Femenina del Frente Popular (en français : Commission féminine du Front Populaire) et l'Asociación de Mujeres Antifascistas (en français : Association des femmes antifascistes) sont créés à partir du Comité mondial contre la guerre et le fascisme. En 1934, le Comité Nacional de Mujeres Contra la Guerra y el Fascismo est constitué comme section espagnole du Comité mondial des femmes contre la guerre et le fascisme.
Dans le domaine des sports, Anna Maria Martínez Sagi devient l'une des dirigeantes du FC Barcelone en 1934, première femme à obtenir une position d'importance dans le football espagnol.
Toujours à Barcelone, Enriqueta Sèculi, avec la championne de natation Josefina Torrens et sa sœur Teresa, anime le Club féminin et sportif de Barcelone qui encourage la pratique sportive des femmes, notamment dans les quartiers populaires.
Dans le domaine de la mode, Joana Valls et Caroline Montagne Roux, liée à Jeanne Lanvin, connaissent la réussite en tant que stylistes des débuts de la haute-couture et dirigeantes de leurs entreprises, avec des clientes célèbres comme la philanthrope Isabel Llorach, très en vue dans l'Europe mondaine. Leurs consœurs Maria Molist et Ana Renaud ouvrent aussi des boutiques et participent aux premiers salons de la mode organisés à Barcelone. 
En avril 1936, la journaliste Lucía Sánchez Saornil, l'avocate Mercedes Comaposada Guillén et la doctoresse Amparo Poch fondent l'organisation féminine libertaire Mujeres Libres qui lutte contre la prostitution et veut mettre fin au « triple esclavage des femmes : l’ignorance, le capital et les hommes ».
Dans la presse, en cette même année 1936, la journaliste María Luz Morales devient la première femme en Espagne à diriger un quotidien national, La Vanguardia de Barcelone.

#### Droit à l'avortement

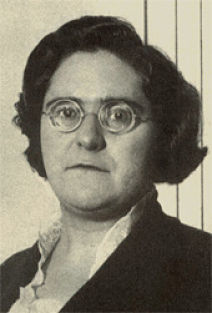
Federica Montseny (1905-1994), première femme ministre, en 1936, exilée à Toulouse.

Le 25 décembre 1936, en Catalogne, l'avortement est autorisé gratuitement jusqu'à douze semaines de grossesse, par un décret signé par le président Josep Tarradellas et publié officiellement le 9 janvier 1937 (Diari Oficial de la Generalitat de Catalunya, núm.9).
Dans la région fidèle à la République pendant la guerre d'Espagne, Federica Montseny, ministre de la Santé et des Affaires sociales (de novembre 1936 à la mi-mai 1937), au sein du gouvernement dirigé par le socialiste Francisco Largo Caballero, dépénalise ainsi l'avortement en 1937, une validité de courte durée, abrogée plus tard par le régime franquiste.

### L'engagement des femmes pendant la guerre d'Espagne

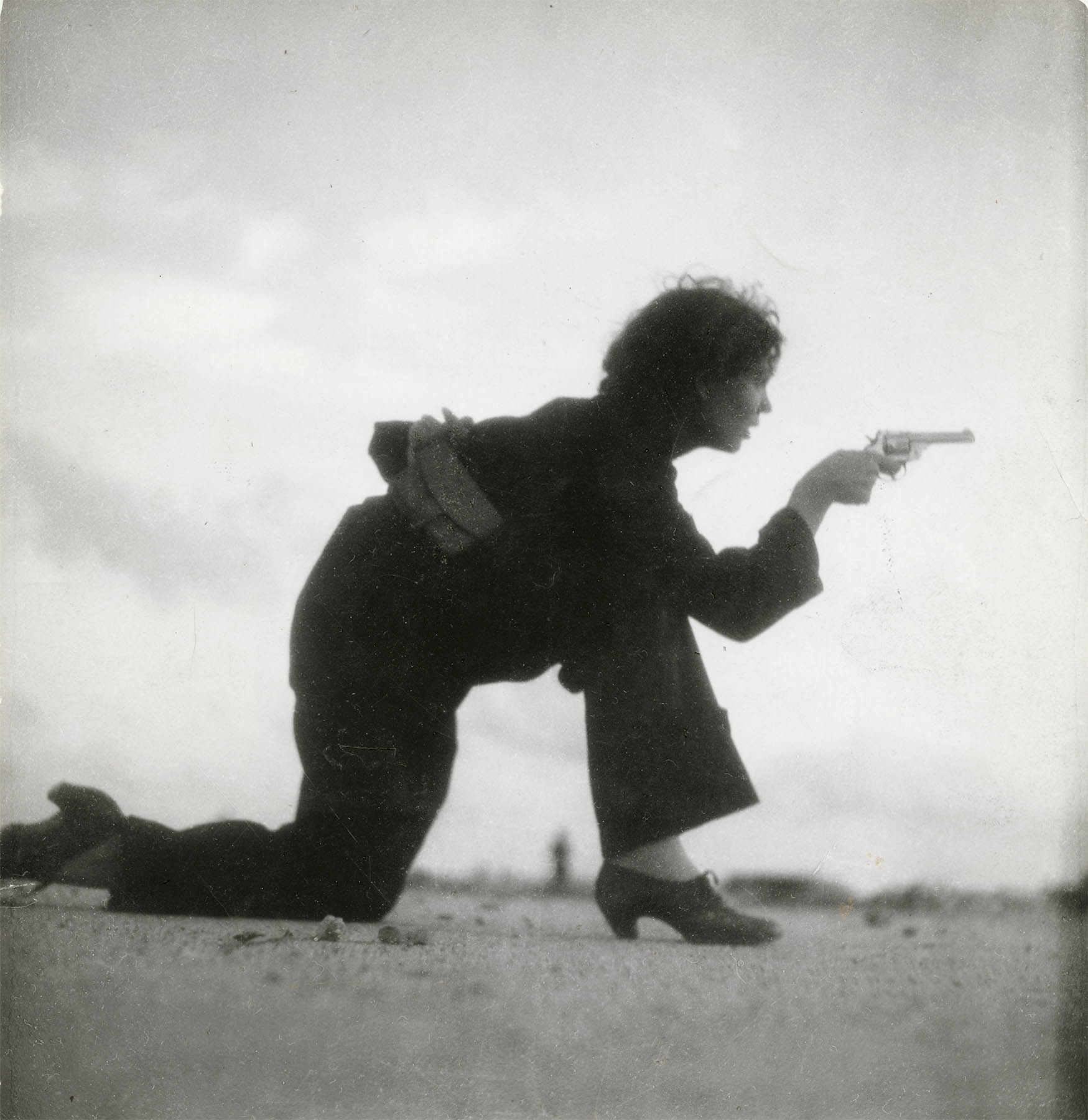
Soldate républicaine à Barcelone, de Gerda Taro, plage du Somorrostro, Barcelone (1936).

La République ayant mis en place dès 1931 une avancée décisive et unique en Europe des droits des femmes (droit à l'avortement, droit au divorce, droit de vote, éducation ouverte à toutes les filles, encouragement de la pratique sportive), elles sont nombreuses à rejoindre l'Armée de la République pour lutter contre le fascisme. Il est estimé que près de 2 000 femmes se battent sur le front, rejointes par 500 de leurs consœurs étrangères au sein des Brigades internationales.
Ces combattantes sont encouragées par Dolores Ibárruri, dite La Pasionaria, et son célèbre ¡No pasarán!.
La photographe Gerda Taro médiatise cet engagement féminin dans un cliché illustre pris sur la plage du Somorrostro, dans le quartier de la Barceloneta à Barcelone, intitulé Soldate républicaine à Barcelone, qui fait le tour du monde.

#### Héroïnes de la guerre d'Espagne
Certaines figures féminines de la guerre d'Espagne sont devenues des icônes internationales, comme la militaire Rosario Sánchez Mora dite La Dynamiteuse, engagée dans la fabrication des explosifs et immortalisée par le poème de Miguel Hernández Rosario, dinamitera (1937), ou encore la jeune Paulina Òdena García qui choisit de se suicider avec son arme pour ne pas tomber aux mains de la Phalange, alors qu'elle combat près de Grenade.
Ces femmes se retrouvent sur tous les fronts, comme Conxa Pérez de la colonne Ortiz, Llibertat Ródenas de la colonne Durruti, Felicia Browne et Clara Thalmann, que l'on retrouve à Barcelone et sur le front d'Aragon, Marina Ginestà, à Barcelone et à Madrid, Aurora Arnaiz qui dirige à 22 ans une colonne des Jeunesses socialistes unifiées dans la bataille de Madrid, ou encore la commandante Mika Etchebéhère, l'Américaine Lois Orr, les infirmières Teresa Rebull et Salaria Kea, engagée afro-américaine des Brigades internationales, notamment dans la bataille du Jarama.

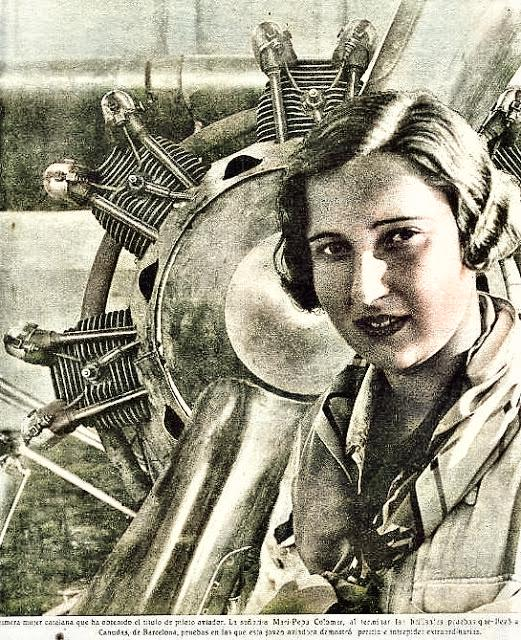
Maria Josep Colomer i Luque (1913-2004), aviatrice.

L'aviatrice et instructrice militaire Maria Josep Colomer i Luque s'engage du côté républicain avec le grade d'officier.

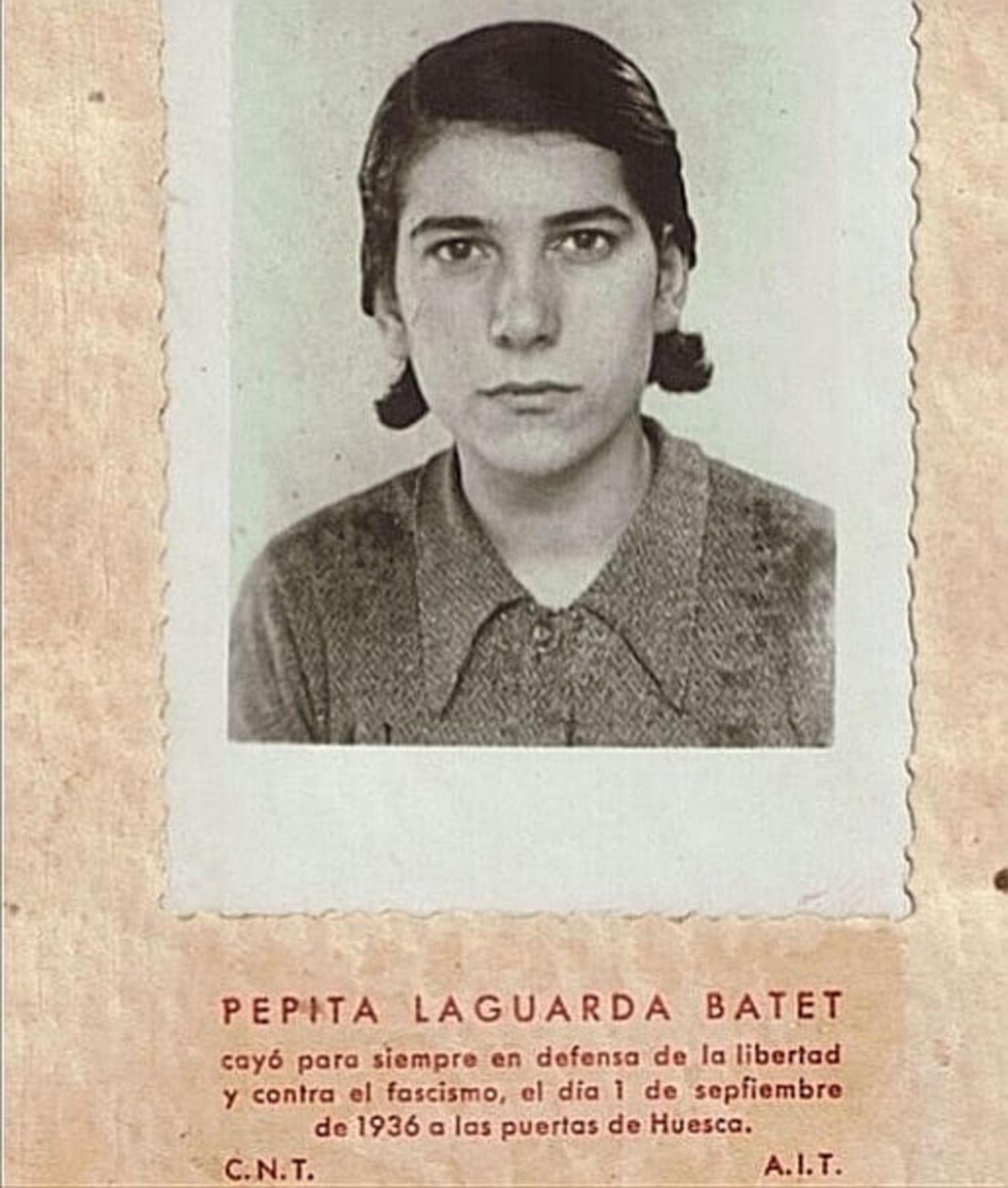
Pepita Laguarda Batet (1919-1936), première soldate morte sur le front.

Certaines soldates, comme Pepita Laguarda Batet membre de la colonne Ascaso, Elisa García Sáez, militante de l'UGT, et Pepita Inglés, de la colonne Durruti, sont tuées lors des combats. 
Les écrivaines María Domínguez, Agustina González López et Renée Lafont sont fusillées.

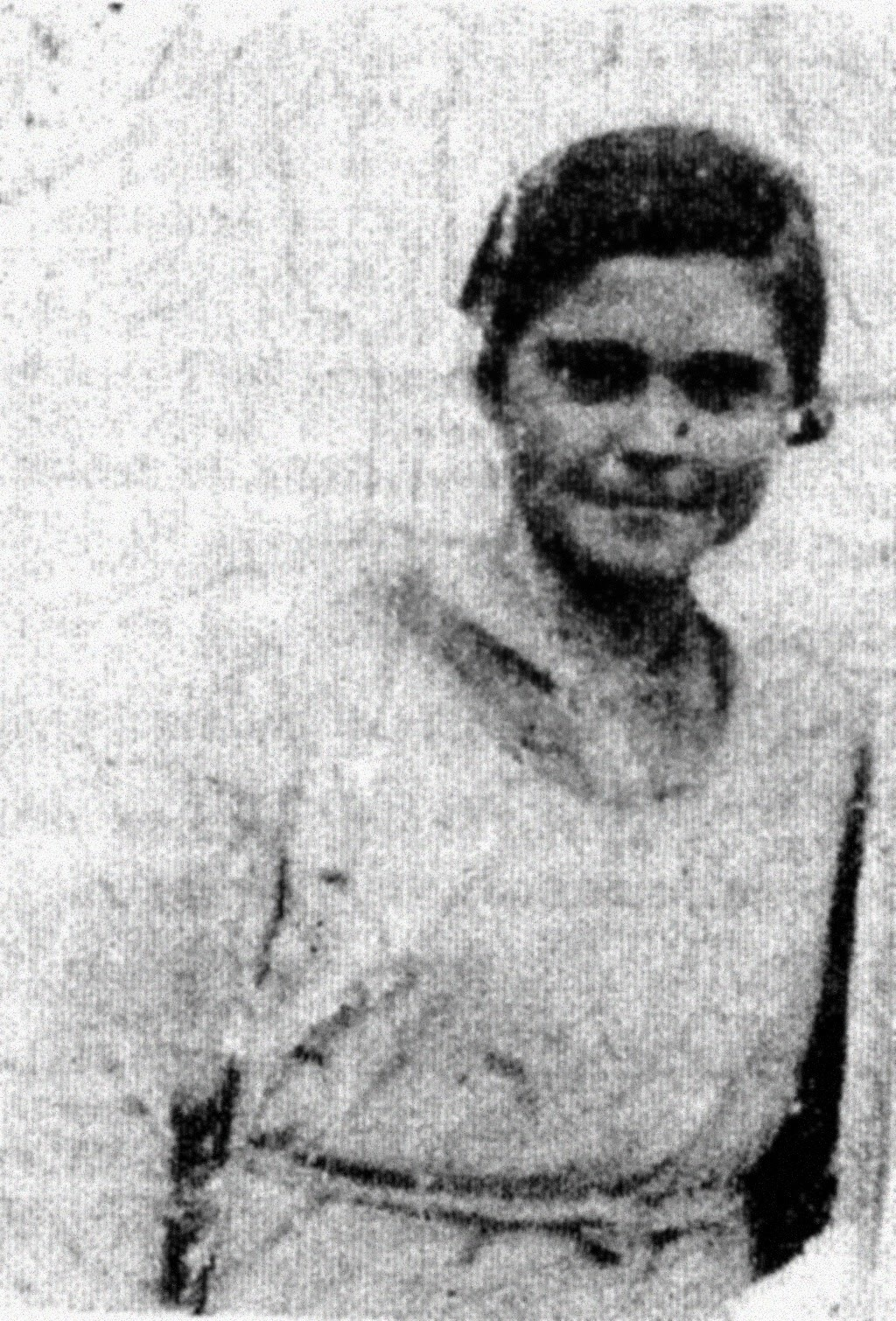
Maravillas Lamberto (1922-1936) violée et fusillée par les franquistes.

### Répression nationaliste contre les femmes
De nombreuses femmes militantes sont exécutées par les nationalistes, comme Ana París García, leader andalouse de l'UGT, condamnée à mort et tuée par le garrot en 1937 pour faire valeur d'exemple ou la même année l'infirmière Anita Orejas, fusillée dans les Asturies.

#### Exécutions de femmes
L'un des grands symboles de cet engagement des femmes pour la liberté est le groupe Les Treize Roses, treize jeunes filles fusillées le 5 août 1939, après la guerre, par le régime franquiste à Madrid.
D'autres fusillades de femmes ont lieu sur le territoire, comme les massacres des Fusillées de Roges des Molinar à Palma de Majorque, dont font partie Aurora Picornell, Catalina Flaquer et ses filles, ou encore Les 17 Roses de Guillena, âgées de 24 à 70 ans, près de Séville. La pianiste Concha Monrás est fusillée en 1936.
L'une des méthodes privilégiées par la répression franquiste contre les femmes fut de les raser, de les forcer à boire de l'huile de ricin, puis de les faire défiler dans les rues des villes et des villages pour les humilier avant de les exécuter.
Au cours de l'avancée des troupes franquistes pendant la guerre, des femmes républicaines sont arrêtées et emprisonnées, comme Carme Claramunt, arrêtée sur dénonciation puis fusillée par les nationalistes en 1939 au Camp de la Bota. La prison pour femmes de Les Corts, à Barcelone, dans laquelle elle est incarcérée avec ses camarades, comme l'artiste et sportive Victòria Pujolar Amat, devient un lieu de la répression franquiste contre les femmes, tout comme la prison centrale de Saturranan, sur la plage de Saturraran au Pays basque, où sont incarcérées notamment  María Bruguera Pérez (1913-1992), Ángeles Flórez Peón (1918-2024) et Rosario Sánchez Mora (1919-2008).
La bibliothécaire pionnière Juana Capdevielle est exécutée sur une route de Galice en 1936.

#### Enfants dans la guerre d'Espagne
Au Pays basque, la prison pour femmes de Saturraran, dite La plage des enfants volés, dans laquelle est notamment incarcérée Ángeles Flórez Peón, est un lieu de la répression franquiste dans le nord du pays.
Les adolescentes ne sont pas épargnées dans le conflit : la jeune Maravillas Lamberto est violée à l'âge de 14 ans sous les yeux de son père et assassinée avec lui par les phalangistes en Navarre.

### Condition féminine sous le franquisme

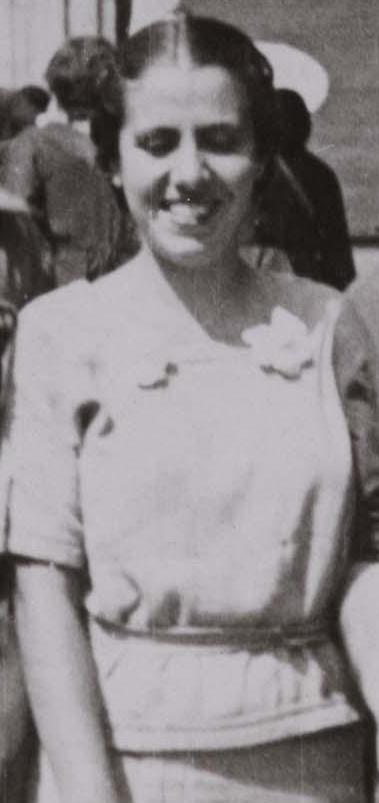
L'écrivaine Isabel García Lorca (1909-2002), exilée aux États-Unis.

#### Exil, résistance, déchéance et épuration
En 1939, à la fin de la guerre d'Espagne, de nombreuses femmes républicaines doivent s'exiler dans les autres pays d'Europe, notamment en France, ainsi qu'ailleurs dans le monde, notamment au Mexique et aux États-Unis.

##### Résistance durant la Seconde Guerre mondiale
En France, la lutte continue en rejoignant le plus souvent la résistance, comme la communiste Neus Català, la libertaire Elisa Garrido, dont le nom de code est Françoise, ou la valencienne Virtudes Cuevas, dite Madame Vidal. Ces dernières sont également déportées dans les camps d'extermination nazis, notamment à Ravensbrück, comme le sont également, pour ne citer qu'elles, la résistante basque Frantxia Haltzuet, membre du réseau Comète, ou la résistante catalane Mercedes Núñez Targa, membre du PSUC.
Ainsi, Conchita Ramos, basée à Toulouse et active dans les maquis de Haute-Garonne et d'Ariège, est torturée à la prison Saint-Michel par la Gestapo puis déportée à Dachau et à Oranienbourg.
Des femmes de toute obédience rejoignent la Résistance durant la Seconde Guerre mondiale : parmi les personnalités féminines de l'époque, on y retrouve l'anarchiste Lola Iturbe, la communiste basque Benita Uribarrena, la militante catalane du POUM Teresa Carbó ou encore la militante du mouvement Mujeres Libres, Pepita Carnicer.

##### Exil républicain des femmes
De très nombreuses personnalités féminines espagnoles, comme Vicenta Lorca Romero, Isabel et Concepción García Lorca, Laura de los Ríos Giner, Pilar de Zubiaurre, Sara Berenguer, Consuelo Berges, Concha Méndez, Mercè Rodoreda, Dolores Rivas Cherif, ou encore la militante Antònia Fontanillas Borràs, la femme politique catalane Dolors Martí Domènech, la députée María de la O Lejárraga, la philosophe María Zambrano, la dessinatrice Alma Tapia, l'ophtalmologue Trinidad Arroyo ou les artistes Teresa Rebull et Maruja Mallo, fondatrice du mouvement féministe des Las Sinsombrero, sont contraintes à l'exil, engendrant pour l'Espagne une fuite de cerveaux et de talents inédite dans l'histoire du pays.
Par exemple, la journaliste et dramaturge Amparo Alvajar et l'écrivaine Elena Fortún doivent embarquer à l'automne 1939, après le déclenchement de la Seconde Guerre mondiale, sur le paquebot Massilia à la Rochelle pour un périple incertain qui les mène jusqu'à Buenos Aires, en Argentine.
Dans leur exil, beaucoup contribuent à la vie politique, culturelle et académique des pays d'accueil, comme l'actrice Margarita Xirgu qui fonde l'EMAD, école de théâtre toujours en activité à Montevideo, en Uruguay.

##### Censure et répression franquiste contre les femmes

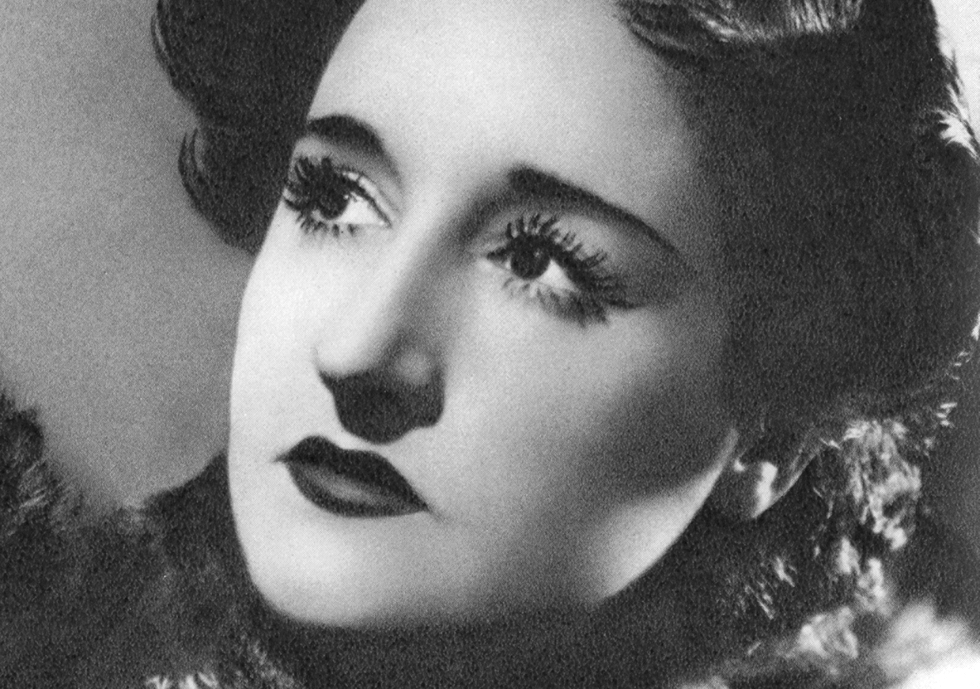
L'artiste Maruja Mallo (1902-1995), contrainte à l'exil.

Pendant ce temps, dans le pays, les institutions féministes sont interdites à l'arrivée des nationalistes au pouvoir.
La Residencia de Señoritas est démantelée. Alors que le régime franquiste met en place la politique d'épuration contre les fonctionnaires fidèles à la République, sa directrice, María de Maeztu doit s'exiler. L'établissement rouvre, complètement transformé, le 15 février 1940 sous le nom de Colegio Mayor Santa Teresa de Jesús. Sous la direction de Matilde Marquina García, membre de la Section Féminine de la Phalange (présente au lycée Isabel la Católica, dans les bâtiments de l'ancienne école progressiste de l'Instituto-Escuela), l'établissement prohibe les idées favorables à l'émancipation des femmes.
De la même façon, le régime franquiste ferme toutes les organisations féministes, militantes, comme Mujeres Libres, ou intellectuelles comme le Lyceum Club Femenino de Madrid et le Lyceum Club de Barcelone. Les organisations sportives comme le Club féminin sportif de Barcelone, issu pourtant du Club Natació Barcelona, doivent arrêter leurs activités. Les championnes, comme Josefina Torrens et sa sœur Teresa, sont obligées d'arrêter la compétition.
Les femmes intellectuelles et scientifiques qui sont contraintes de rester dans le pays, comme Dolores Cebrián, pionnière dans le domaine des sciences, sont déchues de leurs titres universitaires et sont interdites d'exercer leur profession.
Les militantes sont arrêtées et torturées, comme Tomasa Cuevas dans le commissariat de la Via Laietana de Barcelone.
D'autres personnalités doivent passer par les fourches caudines de l'épuration franquiste, comme Felisa Martín Bravo, première femme docteure en physique en Espagne et professeure de météorologie à l'Instituto-Escuela sous la Seconde république, ou la professeure María Sánchez Arbós, liée à l'Institution libre d'enseignement. Josefina Lamberto, sœur de l'adolescente Maravillas et témoin de son martyre par les phalangistes, est envoyée de force dans un couvent au Pakistan, recluse et interdite de communication avec l'extérieur.
D'autres encore voient leurs recherches à l'étranger passées sous silence, comme Aurora Villa, importante scientifique dans le domaine de la chirurgie oculaire.

#### Place des femmes dans la société franquiste
Au cœur de l'Espagne franquiste, les valeurs sociales et juridiques espagnoles englobent un code moral et idéologique qui établit des normes rigides en matière de sexualité féminine, considérant la femme comme « éternelle mineure », placée sous la tutelle de son père puis sous celle de son époux ; elle restreint aux femmes le droit de mener une carrière professionnelle, tout en honorant la femme au foyer, reléguée aux tâches ménagères et au rôle de procréatrice.
Le mariage civil sans mariage religieux est bien sûr interdit, et le divorce limité à des cas très graves. La contraception et l'avortement sont aussi interdits, une situation alors très courante en Europe (y compris en France). Le droit de vote des femmes est supprimé au début de la dictature et n'est rétabli qu'en 1961, les femmes ne retrouvant l'intégralité de leurs droits civiques issus de la Seconde République qu'à la mort de Franco, en 1975.
La loi franquiste est particulièrement discriminante envers les femmes mariées : sans l'approbation de son mari, c'est-à-dire sans autorisation maritale (permiso marital), il est interdit à une femme de travailler (principalement dans le domaine libéral, politique ou diplomatique), de posséder une propriété ou même de voyager à l'extérieur du pays. La loi prévoit également des définitions plus strictes pour les femmes que pour les hommes de « crimes » tels que l'adultère et l'abandon du foyer.

#### Résistance intérieure des femmes contre le franquisme
Malgré la censure, les artistes comme Eulàlia Grau et Esther Ferrer résistent par leurs œuvres, les écrivaines comme Maria Aurèlia Capmany et Ángela Figuera Aymerich par leur plume, ainsi que les militantes politiques, le plus souvent incarcérées du fait de leur activisme contre le régime comme la militante basque Empar Pineda.
Les Deux Maries, deux sœurs antifranquistes, poursuivent la résistance à Saint-Jacques-de-Compostelle, malgré la répression.
La plupart des artistes républicaines, comme la danseuse Carmen Tórtola Valencia, mourront sous la dictature.
Dans le domaine des sports, la joueuse de football Conchi Sánchez est la première capitaine de la sélection féminine espagnole de football en 1971, équipe non reconnue du fait de la dictature. Elle doit s'exiler pour jouer en Italie, mais ouvre durablement la voie aux sportives professionnelles.
Dans le domaine des lettres, l'écrivaine Josefina Manresa s'efforce, malgré la censure, de sauvegarder l'œuvre du poète Miguel Hernández, assassiné sous la dictature, auteur notamment du célèbre poème Rosario, dinamitera en hommage à Rosario Sánchez Mora, militaire républicaine madrilène.

### Transition démocratique

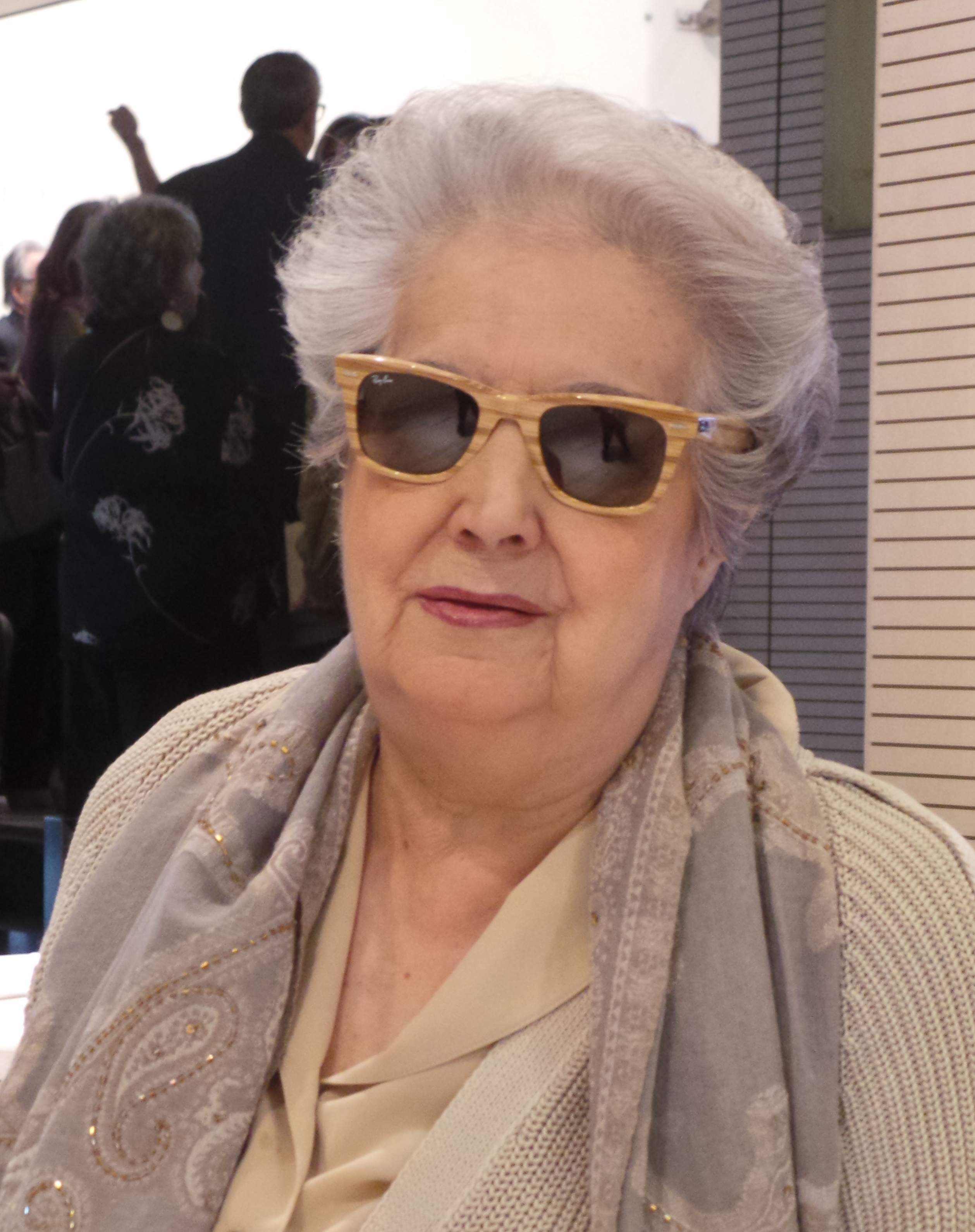
Ana María Pérez del Campo (1936-), figure de la lutte des droits durant la dictature de Franco et la transition démocratique.

Dès le rétablissement de la démocratie à la suite de la transition espagnole, après la mort de Franco, le statut de la femme connait un changement particulièrement significatif :
- le permiso marital est aboli en 1975 ;
- les lois contre l'adultère et le concubinage sont abrogées et la contraception légalisée[138] en 1978[139] ;
- le divorce est légalisé en 1981. Cette année-là, les parties du code civil qui traitaient des finances familiales sont également réformées ;

L’Institut de la femme est créé en 1983. Sa première présidente est Carlota Bustelo et la présidente actuelle est Beatriz Gimeno.
Le processus universitaire en faveur de la récupération historique de l'histoire des femmes s'engage rapidement, notamment grâce aux travaux de l'écrivaine Antonina Rodrigo, de l'universitaire Carmen García Colmenares, de la cinéaste Tània Ballo et de la journaliste Montse Fajardo. Parmi les nombreux mémoriaux de la guerre d'Espagne qui sont inaugurés durant cette période, figure un monument majeur du pays, le Fossar de la Pedrera à Montjuïc, qui comprend le mausolée du président Lluís Companys, et dont la création est attribuée à une femme, l'architecte Beth Galí.
La loi organique 9/1985 du 5 juillet 1985 dépénalise l'avortement dans trois cas spécifiques : le viol (jusqu'à 12 semaines de grossesse), la malformation du fœtus (22 semaines) ou un éventuel «danger pour la santé physique ou psychique de la mère» (sans limitation de temps).

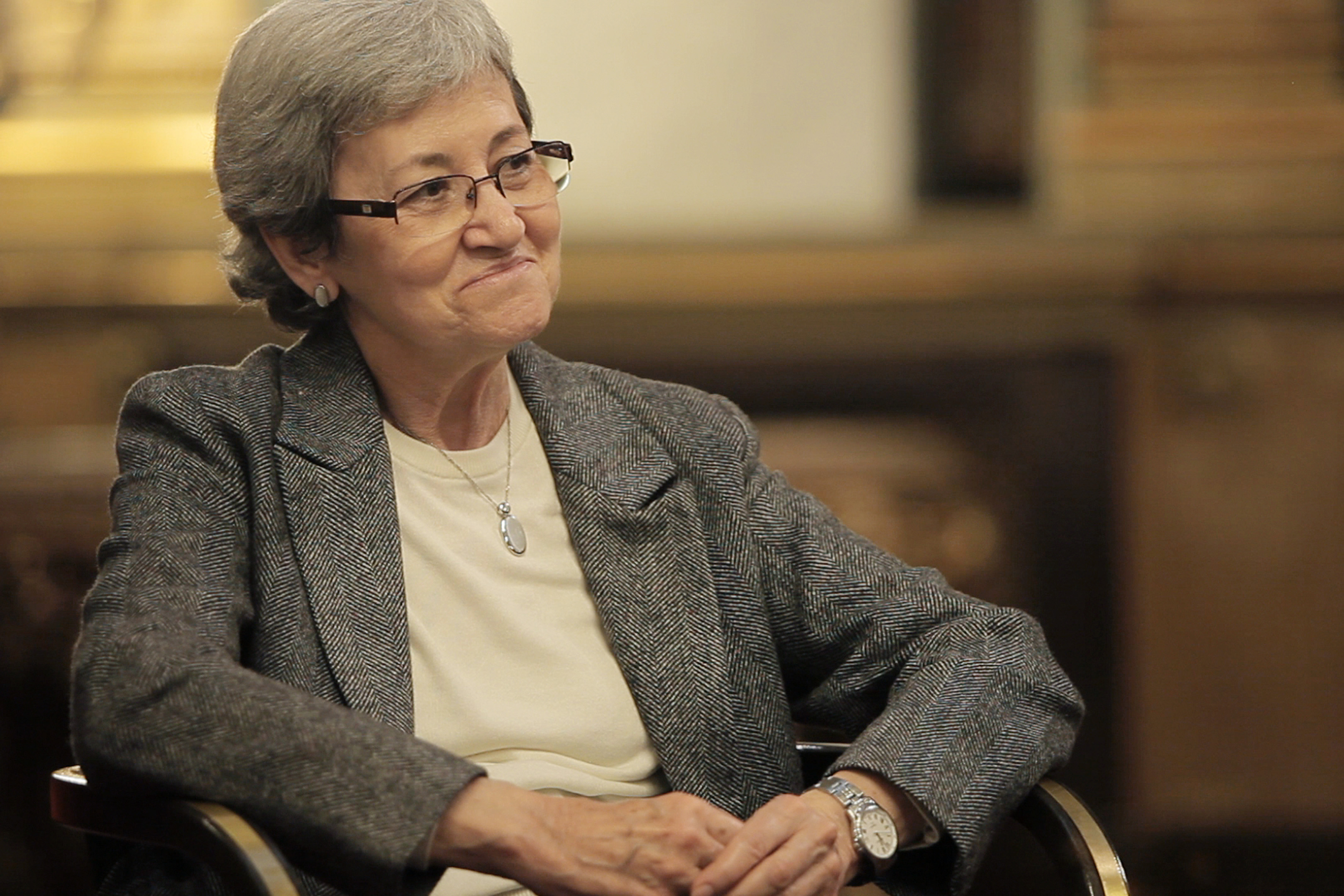
Carlota Bustelo (1939-) première directrice de l'Institut de la femme.

Après avoir tranché une affaire en 1987, la Cour suprême juge qu'une victime de viol n'a pas besoin de prouver qu'elle s'est battue pour se défendre afin de vérifier la véracité de son allégation. Jusqu'à cette importante affaire judiciaire, il était généralement admis qu'une femme victime de viol, contrairement aux victimes d'autres crimes, devait démontrer qu'elle avait opposé une « résistance héroïque » afin de prouver qu'elle n'avait pas séduit le violeur ou ne l'avait pas encouragé d'une autre manière pour l'attaquer.
Ces dernières années, le rôle des femmes s'est ainsi largement accru en Espagne, notamment en politique mais aussi sur le marché du travail et dans d'autres domaines publics. De nouvelles lois ont officiellement éliminé toutes sortes de discrimination, et sont même perçues par certains comme une discrimination positive, mais une partie conservatrice de la société est toujours enracinée dans la culture machiste. Même ainsi, les femmes espagnoles se rapprochent rapidement de leurs homologues européennes et les jeunes générations perçoivent le machisme comme obsolète.
En 2018, les femmes en Espagne sont encore payées 13 % de moins dans le secteur public et 19 % de moins dans le secteur privé que leurs homologues masculins.

## Violences contre les femmes

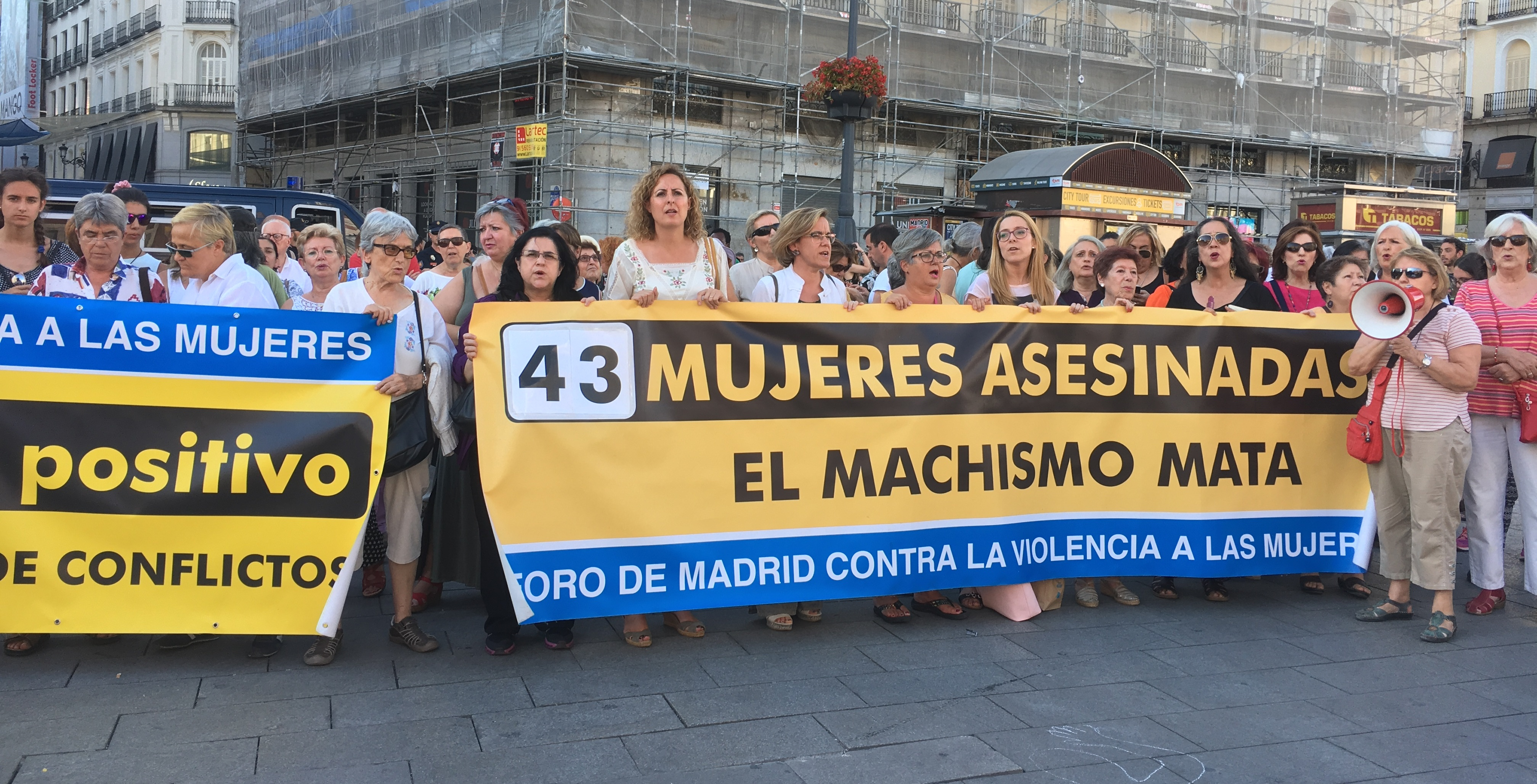
Manifestation à la Puerta del Sol au Forum de Madrid contre les violences faites aux femmes.

Après la chute du régime franquiste, l'Espagne prend de nombreuses mesures pour s'attaquer aux violences faites aux femmes et aux violences familiales.
En 1992, la Cour suprême a statué que les relations sexuelles au sein du couple doivent être consenties. La loi interdit le viol, y compris le viol conjugal, la peine pouvant aller de six jusqu'à douze ans d'emprisonnement.
En 1997, le témoignage d'Ana Orantes (1937-1997), victime de violence conjugale, est présenté dans l'émission De tarde en tarde d'Irma Soriano, diffusé sur Canal Sur. Ana Orantes est assassinée par son mari treize jours après son passage à la télévision dans des conditions atroces, ce qui a de grandes répercussions dans la société espagnole.
En 2004, la loi organique 1/2004, du 28 décembre 2004, sur les mesures de protection intégrale contre la violence de genre (Ley Orgánica 1/2004, de 28 de diciembre, de Medidas de Protección Integral contra la Violencia de Género) a été adoptée. Elle crée des tribunaux spécialisés, met en place un système informatique VioGèn de suivi et de protection des victimes au niveau national et impose le port du bracelet anti-rapprochement pour les auteurs de violences. Cette loi a divisé par deux le nombre de féminicides sur le territoire espagnol ; en 2003, le pays dénombrait 71 féminicides contre 37, en 2020,.
L'Espagne a également signé en 2011, puis ratifié en 2014, la Convention du Conseil de l'Europe sur la prévention et la lutte contre la violence à l'égard des femmes et la violence domestique.
Le sujet reste très vif en Espagne. Il est toujours défendu par des figures féministes telles que Ana María Pérez del Campo. Le martyre, en Navarre, de la jeune Maravillas Lamberto durant la guerre d'Espagne, symbolique des violences contre les femmes, continue à hanter la vie politique contemporaine.

## Vie de famille
Comme l'ensemble de la société après la dictature franquiste, l'organisation de la vie familiale a subi également des transformations majeures. La libéralisation du climat politique a permis une formation alternative de la famille. Au milieu des années 1990, la cohabitation en Espagne était encore décrite comme un phénomène «marginal», mais depuis les années 1990, la cohabitation a considérablement augmenté ; en 2015, 44,4 % des naissances étaient hors mariage. Les opinions sur la famille traditionnelle ont également changé. Selon une étude de l'European Values Study de 2008, le nombre d'Espagnols qui étaient d'accord avec l'affirmation selon laquelle « le mariage est une institution dépassée » était de 31,2 %. En 2005, l'Espagne a ainsi légalisé le mariage homosexuel.
Actuellement, l'Espagne a l'un des taux de natalité et de fécondité les plus faibles au monde, au point de gêner fortement les taux de remplacement de la population. Les familles à un ou deux enfants sont les plus courantes et l'âge des parents augmente. Seule l'immigration peut compenser une telle situation, en intégrant simultanément de nouvelles valeurs et de nouveaux modes de vie dans la société espagnole. En 2015, le taux de fécondité en Espagne était de 1,49 enfant/né par femme, ce qui est inférieur au taux de remplacement.
La militante Txus García reste l'une des personnalités les plus en vue sur le sujet de la place des femmes dans la société espagnole contemporaine.

## Droit à l'avortement

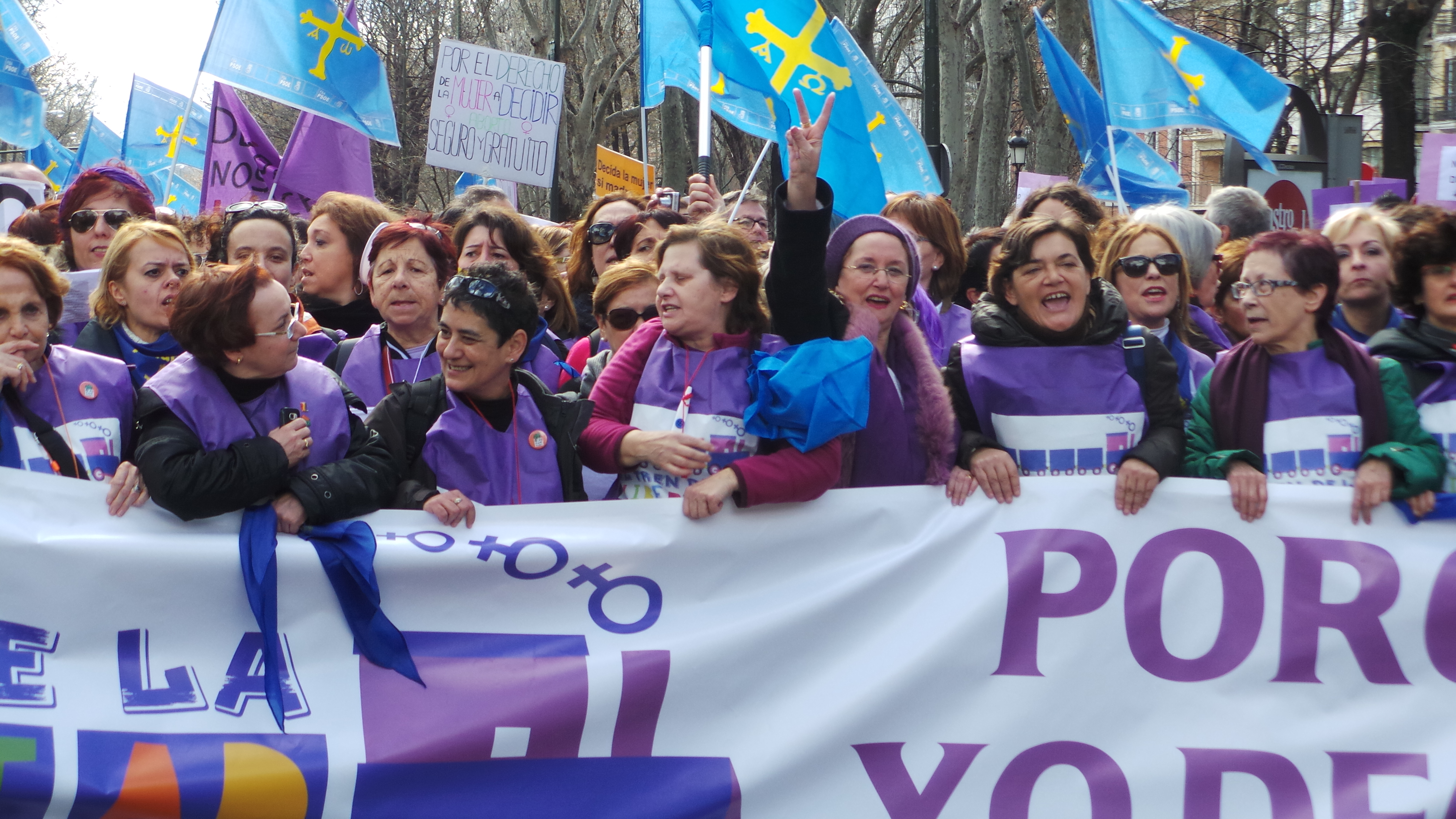
Manifestation du mouvement « Tren de la Libertad » (Un train de la liberté), pour défendre le droit à l'avortement, en 2014.

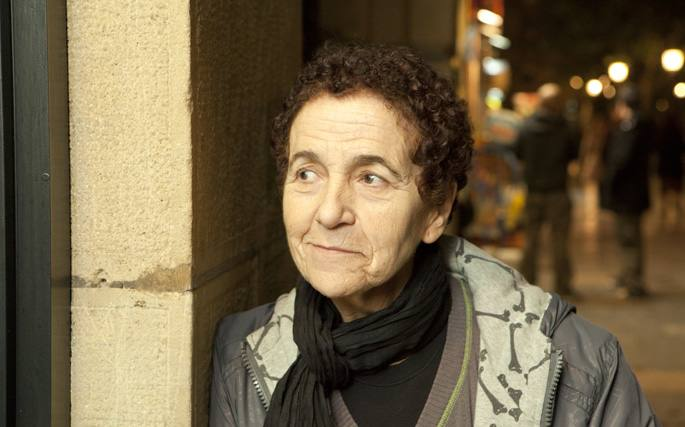
Empar Pineda (1944-), militante féministe, figure de la défense du droit de l'avortement.

L'avortement a été dépénalisé, une première fois, en Catalogne, sous la Seconde République espagnole, par Federica Montseny, ministre de la Santé et des Affaires sociales (1936-1937). Jusque-là, seuls trois pays européens avaient incorporé le droit à l'interruption volontaire de grossesse dans leur législation: la Suisse en 1916, l'ancienne Tchécoslovaquie en 1925 et la Russie en 1926.
Le 25 décembre 1936, l'avortement est ainsi autorisé gratuitement jusqu'à douze semaines de grossesse par décret signé par le président catalan Josep Tarradellas et publié le 9 janvier 1937 (Diari Oficial de la Generalitat de Catalunya, núm.9), mais cela été de courte durée, car le régime franquiste, après la guerre d'Espagne et avec le soutien de l'Église catholique, interdit de nouveau l'avortement en 1939. Le film O corno, une histoire de femmes de Jaione Camborda, produit par María Zamora, traite du sujet.
En 1985, le droit d'accès à l'interruption volontaire de grossesse sera assoupli avec la loi organique 9/1985 du 5 juillet 1985 qui l'autorise dans trois cas spécifiques: le viol (jusqu'à 12 semaines de grossesse), la malformation du fœtus (22 semaines) ou un éventuel « danger pour la santé physique ou psychique de la mère » (sans limitation de temps).
Depuis 2010, la loi espagnole autorise l'avortement jusqu'à 14 semaines de grossesse et à 22 semaines, en cas de malformation du fœtus.
L'avortement reste un sujet très controversé en Espagne, mais les mesures régulières visant à le restreindre n'ont pas reçu le soutien de la majorité. Le 1er février 2014, des milliers de personnes ont manifesté à Madrid, appelées par le mouvement El tren de la libertad à défendre la loi et à protester contre la décision de modifier et de restreindre la loi du Parti populaire, exigeant la démission du ministre de la Santé Alberto Ruiz-Gallardón qui quitte finalement ses fonctions en démissionnant six mois plus tard.

## Droit à la contraception

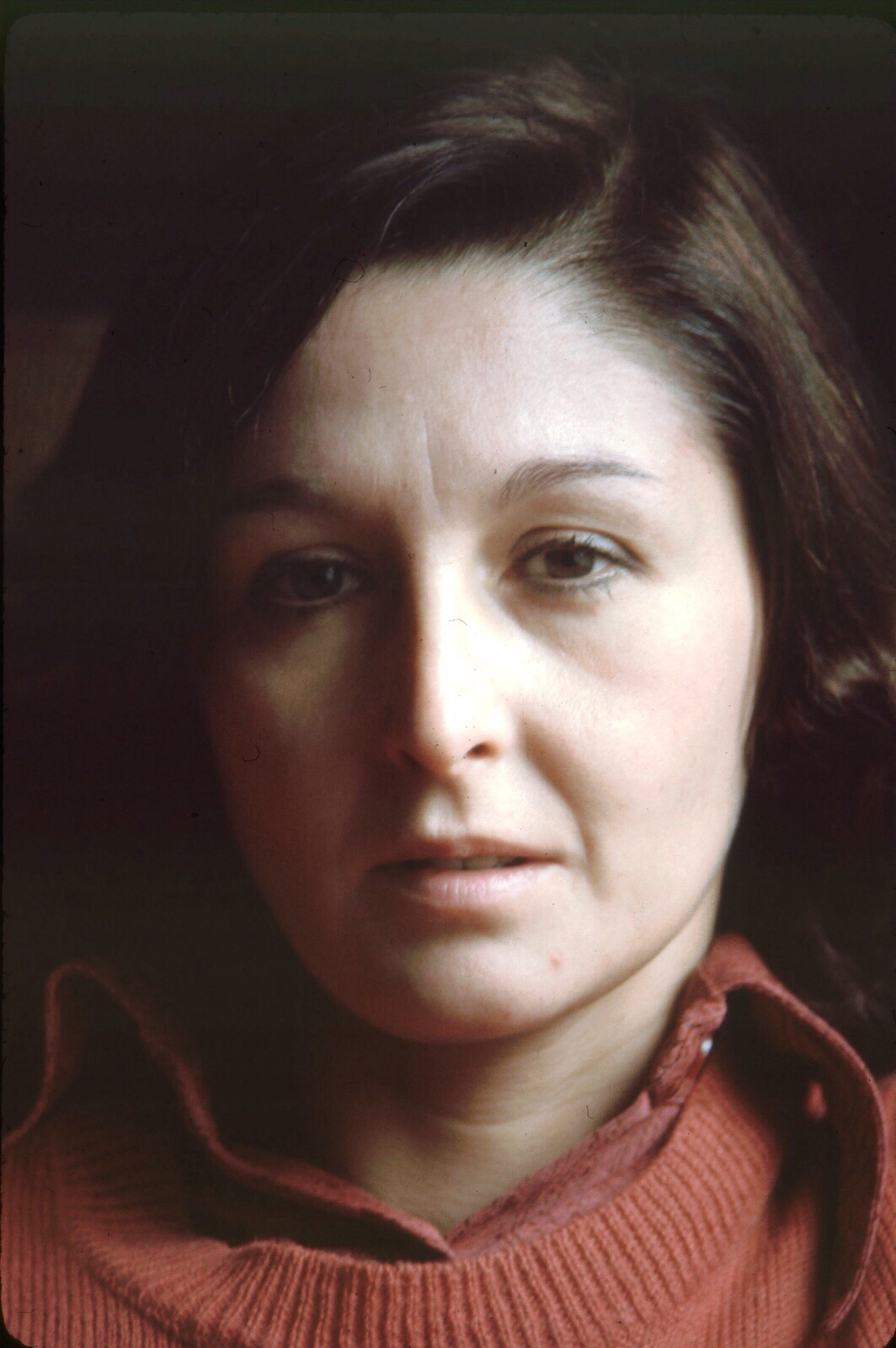
Elena Arnedo Soriano (1941-2015) gynécologue, initiatrice du planning familial en Espagne.

La pilule contraceptive a commencé à être commercialisée en Espagne en 1964 mais ne pouvait être délivrée que sur ordonnance et n'est officiellement autorisée que dans les traitements gynécologiques pour réguler le cycle menstruel. En 1975, on estime qu'un demi-million d'Espagnoles ont pris la pilule. En 1977, 8 millions de comprimés ont été vendus illégalement en Espagne selon les données de l'industrie pharmaceutique.

### Législation
La légalisation des contraceptifs est l'un des points sociaux inclus dans les pactes de la Moncloa, signés le 25 octobre 1977. Ainsi, le 7 octobre 1978, les tribunaux constituants dépénalisent la vente, la diffusion et l'utilisation des contraceptifs.
Le taux de prévalence de la contraception chez les femmes augmente alors fortement, passant de 47,1 % en 1977 à 81,1 % en 1995. Il décroit ensuite, pour atteindre 62,1 % en 2018, tandis que le taux de fertilité a été divisé par deux sur la période 1977-2013. La « pilule du lendemain », elle, est autorisée à la vente sans ordonnance en 2009, dans l'espoir de diminuer le nombre d'avortements qui ont doublé pendant la décennie précédente. La place réduite de la pilule (22 %) face au préservatif masculin s'explique sans doute par la mauvaise réputation acquise par celle-ci lors de la propagande nataliste franquiste, qui l'accuse d'être à l’origine de cancers, d’anomalies génétiques, voire de décès.

### Santé
Dans le domaine spécifique de la contraception, la gynécologue Elena Arnedo Soriano (1941-2015), engagée envers la santé publique des femmes et pionnière des droits des femmes en Europe dans les années 1970, participe à la création du planning familial dans l'Espagne post-franquiste.
En 1977, la journaliste Margarita Rivière publie Anticonceptivos y control de natalidad avec le gynécologue Santiago Dexeus : un manuel de contraceptifs dans l'Espagne post-franquiste, alors que l'article 416 du code pénal de l'époque interdit encore toute publicité en faveur de la contraception. 
Plus tard, à partir des années 1980, la psychologue Lorena Berdún (1973-) prodigue sur les canaux de télévision et de radio, des conseils en éducation sexuelle et libère, en particulier, la parole des femmes sur leur sexualité.
Dans le domaine des discriminations liées à l'aspect physique, la comédienne Itziar Castro devient dans les années 2000 l'une des porte-parole des femmes engagées contre la grossophobie.

## Grève générale des femmes de 2018
La Grève féministe de 2018 en Espagne, célèbre au niveau international, est un mouvement social mené le 8 mars 2018 (Journée internationale des droits des femmes), sur tout le territoire espagnol.
L'évènement, très médiatisé, a pour but de dénoncer toute forme de discrimination et de violence faite à l'encontre des femmes, d'obtenir l'égalité entre les femmes et les hommes dans le monde du travail et de faire reconnaître le rôle des femmes dans l'économie du pays.

## Place des femmes dans la vie politique

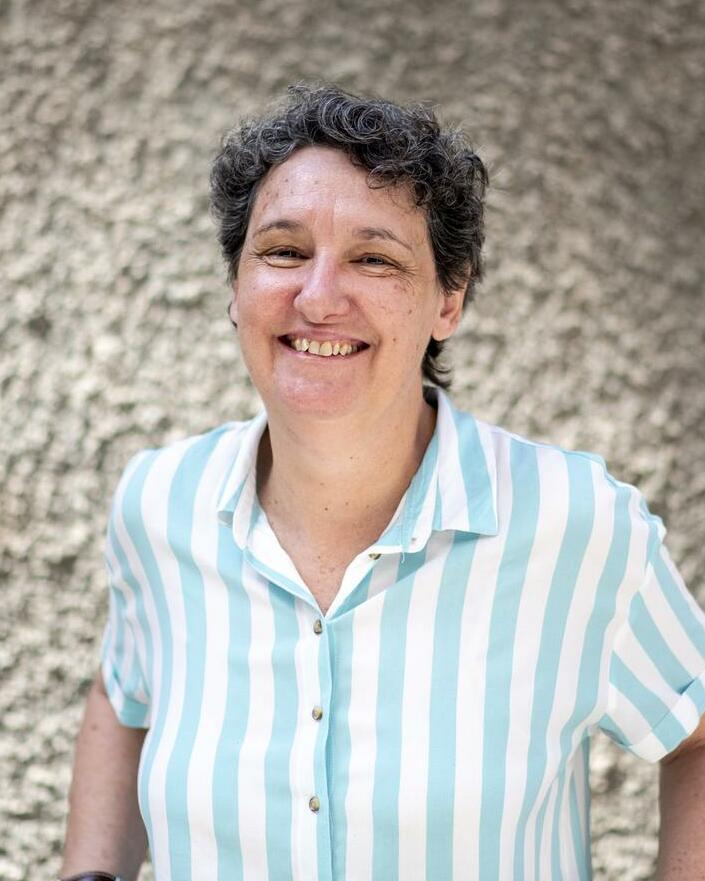
Beatriz Gimeno (1962-), présidente de l'Institut des Femmes.

Après les dernières élections générales espagnoles d'avril 2019, sous la XIIIe législature d'Espagne, le parlement bicaméral espagnol devient le parlement le plus égalitaire de l'Union européenne, avec 166 députées parmi les 350 élus, le 28 avril 2019. Les électeurs portent 47,4 % de femmes au Congrès des députés, avec une hausse de 8 % par rapport aux dernières élections générales de 2016, qui avaient conduit à un taux de 39,4 % de femmes occupant un siège de député.
Il s'agit de la représentation de femmes la plus élevée de ces quarante dernières années de  démocratie et la première fois que la Chambre basse se conforme à la loi sur l'égalité. Pour la première fois, le Sénat espagnol dépasse également le taux de 40 % de femmes sénatrices, et 44 % après les élections du 23 juin 2023.
Jusque-là, selon les conclusions de l'Eurostat de la Commission européenne, la Suède, avec 46,4 % de femmes députées au Riksag, était le pays le plus égalitaire, suivie de la Finlande avec 41,5 % de femmes députées au Eduskunta et de la Norvège avec 40,8 % de femmes députées au Storting.

### Quotas et parité en politique

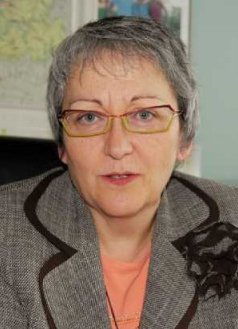
Matilde Fernández (1950-), ancienne sénatrice et ministre des Affaires sociales entre 1988 et 1993, pionnière de la parité.

En janvier 1988, lors du 31e congrès fédéral du Parti socialiste ouvrier espagnol, un système de quotas de représentation d'au moins 25 % de femmes a été approuvé pour toutes les instances dirigeantes du parti. Ceci est principalement dû au travail continu du secrétariat pour les femmes du PSOE, dirigé par Matilde Fernández, et au soutien de Felipe González.
La décision a été approuvée par le comité El papel del partido. Partido y sociedad, avec douze voix contre, une abstention et plus d'une centaine de voix en sa faveur. Alfonso Guerra a reconnu le travail nécessaire pour parvenir à ce quota, et particulièrement celui de Matilde Fernández, dirigeante du parti et secrétaire générale de la Fédération des industries chimiques et énergétiques de l'État-UGT.
Carmen Romero, l'épouse de Felipe González, président du gouvernement d'Espagne de l'époque, a été la première à reconnaître le rôle majeur de Matilde Fernández et a réfuter les arguments des hommes du parti, réticents à la participation des femmes :

« « Il n'y a pas de femmes capables » était un argument utilisé par l'UCD contre les socialistes, et il semble qu'ils se soient trompés. »

Elle a aussi rappelé qu'il y avait 34 000 femmes au sein du parti et que l'organisation devait être ouverte à tous celles qui voulaient participer au projet socialiste.
En 2018, le Gouvernement Sánchez I est majoritairement composé de femmes (onze femmes et six hommes). En 2023, le Gouvernement Sánchez III présente douze femmes sur vingt-deux ministres.

### Personnalités politiques contemporaines
Dans tous les partis politiques espagnols, les femmes sont aujourd'hui présentes au plus haut niveau. Deux femmes ont ainsi récemment géré les deux métropoles du pays : Manuela Carmena (1944-), ancienne maire de Madrid (Más Madrid), de 2015 à 2019 et Ada Colau (1974-), ancienne maire de Barcelone (Barcelone en Commun) de 2015 à 2023.

#### Élections de 2023 en Espagne

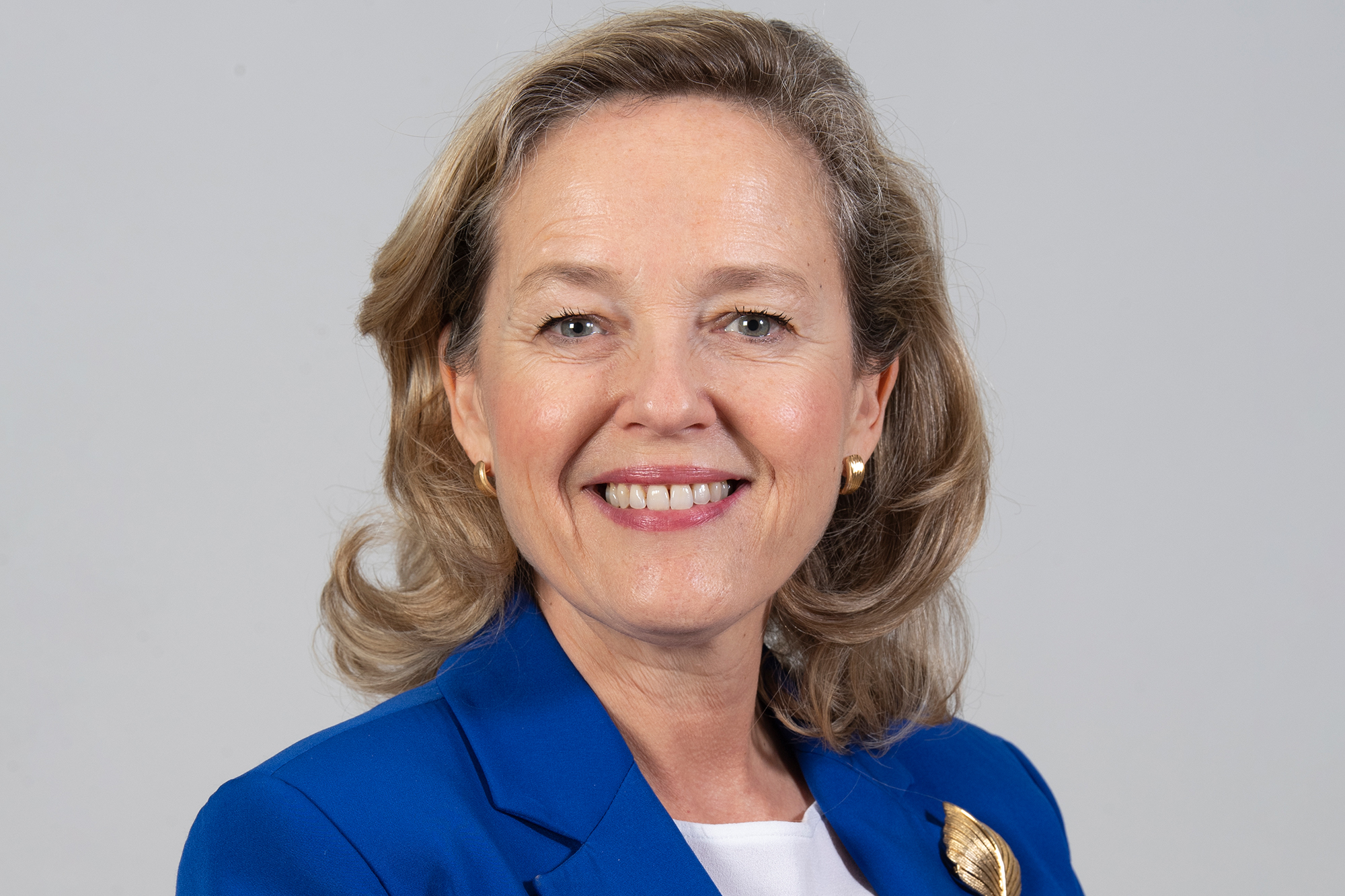
Nadia Calviño (1950-), économiste, Première vice-présidente du gouvernement depuis 2021, présidente de la Banque européenne d'investissement à partir de décembre 2023.

À la suite de l'année électorale 2023 (élections autonomiques et municipales, le 28 mai, puis élections générales, le 23 juillet), plusieurs personnalités féminines ont été élues ou réélues :  
- Nadia Calviño[197] (1968-), ministre de l'Économie (indépendante), nommée présidente de la Banque européenne d'investissement en décembre 2023[198], Yolanda Díaz (1971-), ministre du Travail (Sumar)[199], Teresa Ribera (1969-), ministre de la Transition écologique (PSOE) et María Jesús Montero (1966-), ministre des Finances et de la Fonction publique (PSOE), toutes quatre vice-présidentes, dans l'ordre protocolaire, du gouvernement Sánchez III[200] ;
- Diana Morant (1980-), ministre de l'Enseignement supérieur (PSOE), dans le gouvernement Sánchez III[201] ;
- Francina Armengol (1971-), présidente du Congrès des députés (PSOE)[202];
- Anna Erra (1965-), présidente du Parlement de Catalogne (Ensemble pour la Catalogne)[203];
- Isabel Díaz Ayuso (1978-), présidente de la Communauté de Madrid (Parti populaire)[204] ;
- María Chivite (1978-), présidente de la Communauté forale de Navarre (PSOE)[205];
- María Guardiola Martín (1978-), présidente de l'Estrémadure (Parti populaire)[206];
- Marga Prohens (1982-), présidente des Îles Baléares (Parti populaire des îles Baléares)[207];
- María José Sáenz de Buruaga (1968-), présidente de la Cantabrie (Parti populaire)[208];
- María José Catalá (1981-), maire de Valence (Parti populaire)[209];
- Natalia Chueca (1976-), maire de Saragosse (Parti populaire)[210];
- Inés Rey (1982-), maire de La Corogne (PSOE)[211].

### Mouvement #MeToo en Espagne
En 2019, l'histoire de Nevenka Fernández, conseillère municipale de Ponferrada en Castille-et-León, harcelée par le maire Ismael Álvarez, constitue l'un des premiers cas médiatiques du mouvement MeToo en Espagne. L'affaire fait l'objet d'un documentaire en 2021, Nevenka Fernández brise le silence, réalisé par Maribel Sánchez-Maroto (2021, Netflix), puis d'un d'un film en 2024, L'Affaire Nevenka, d'Icíar Bollaín, avec dans le rôle titre la jeune actrice catalane Mireia Oriol.
En 2023, le monde du sport espagnol est accusé lors de la soirée de victoire de la Coupe du monde féminine de football de l'équipe d'Espagne féminine de football à Sydney, avec le baiser forcé de la part du sélectionneur Luis Rubiales contre la championne Jennifer Hermoso. Cet acte, retransmis dans le monde entier, initie le mouvement #SeAcabó (en français : “C’est fini !”), considéré comme le #MeToo du football espagnol.
Le mouvement gagne également le monde du cinéma espagnol, à l'occasion de la prestigieuse cérémonie des Goya.